# Amerikanischer Unabhängigkeitskrieg

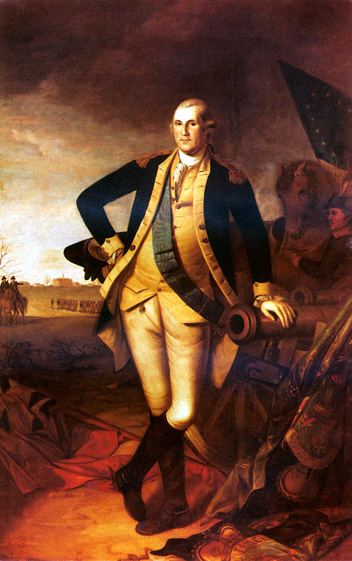
General George Washington 1779, Kommandeur der amerikanischen Kontinentalarmee, Gemälde von Charles Willson Peale

Der Amerikanische Unabhängigkeitskrieg (englisch American Revolutionary War oder American War of Independence) fand von 1775 bis 1783 zwischen den Dreizehn Kolonien  und der britischen Kolonialmacht statt. Er war der Höhepunkt der amerikanischen Unabhängigkeitsbewegung und führte nach der Unabhängigkeitserklärung 1776 und der Bildung der Konföderation 1777 zu deren siegreichem Abschluss und zur Entstehung der Vereinigten Staaten von Amerika.
Der Ausgang des Krieges wurde ab 1778 erst durch das aktive Eingreifen Frankreichs zu Gunsten der Kolonisten entschieden. Die Hauptkampfhandlungen endeten im Jahre 1781 nach der britischen Niederlage in der Schlacht bei Yorktown, der Krieg selbst wurde mit der Unterzeichnung eines Vorfriedens am 30. November 1782 bzw. des Friedens von Paris am 3. September 1783 offiziell beendet.

## Vorgeschichte
Bereits zu Beginn der Herrschaft Georgs III. (1760–1820) waren die Spannungen zwischen dem britischen Mutterland und den Kolonien groß. Ursachen waren die kolonialen Handelshemmnisse (u. a. Verbot von Industrie in den Kolonien, was diese zwang, Endprodukte aus dem Mutterland zu beziehen), britische Siedlungsverbote westlich der Appalachen sowie die erheblichen steuerlichen Belastungen, zum Beispiel die Townshendgesetze (Townshend Acts) von 1767. Auf der Notenbankseite wurde im Jahr 1751 den Kolonien die Geldmenge ihrer eigenen Währung Colonial Scrip beschränkt, 1764 mit dem Währungsgesetz die eigene Währung untersagt (Currency Act).
Nach dem Ende des Siebenjährigen Krieges (1756–1763) in Europa versuchte Großbritannien, die hohen Kriegskosten unter anderem durch erhöhte bzw. neue Steuern (siehe Stamp Act) und Abgaben ihrer Überseekolonien auszugleichen, was in der Folge die Amerikanische Revolution in Gang setzte. Die Kolonisten hingegen forderten eine freie Wahl ihrer Handelspartner sowie mehr Mitsprache und Eigenständigkeit, ohne jedoch eine Selbständigkeit anzustreben. Populär war der Slogan “no taxation without representation”, das heißt keine Besteuerung ohne eine Möglichkeit der politischen Mitsprache. Das britische Parlament lehnte 1767 die Kolonistenwünsche ab, stattdessen wurden freigewordene Truppen nach Amerika geschickt.
Die Unabhängigkeitsbewegung wurde zunächst von Samuel Adams und Thomas Jefferson geführt. Mehrfach kam es zu Übergriffen in Boston, teilweise gesteuert durch die Geheimgesellschaft Sons of Liberty. Nach dem ersten Boykott 1770 kam es 1773 zur Boston Tea Party. Die britische Regierung verabschiedete daraufhin 1774 die sogenannten „unerträglichen Gesetze“ (Intolerable Acts) und ordnete die Beschlagnahmung militärischer Vorräte in Massachusetts an (vgl. Powder-Alarm). Die Kolonisten reagierten darauf mit der Einberufung des ersten Kontinentalkongresses, der im September und Oktober 1774 in Philadelphia tagte. Alle 13 Kolonien (Connecticut, Delaware, Georgia, Maryland, Massachusetts, New Hampshire, New Jersey, New York, North Carolina, Pennsylvania, Rhode Island, South Carolina, Virginia) verweigerten von nun an den Handel mit Großbritannien.
Am 9. Februar 1775 erklärte die britische Regierung Massachusetts zur abtrünnigen Provinz. Am 23. März hielt Patrick Henry vor der Provinzversammlung von Virginia seine Rede “Give me Liberty, or give me Death”. Auf britischer Seite war die Entschlossenheit König Georgs III., die Kolonien mit Gewalt zu bezwingen, durchaus populär. Am 30. März verabschiedete das britische Parlament den New England Restraining Act, mit dem die aufrührerischsten Provinzen bestraft werden sollten. Ein entsprechender Antrag wurde 1775 im Unterhaus des Parlaments mit 304 gegen 105 Stimmen, im Oberhaus mit 104 gegen 29 Stimmen angenommen. Diese Maßnahme konnte aber den Zusammenschluss der Provinzen in der nun folgenden Auseinandersetzung nicht mehr verhindern.

## Einfluss von Finanz- und Wirtschaftsinteressen
Dem Unabhängigkeitskrieg vorangegangen waren wiederkehrende Bestrebungen einflussreicher Kolonisten, in den britisch-amerikanischen Provinzen auch eigene Finanz- und Wirtschaftshoheit zu erlangen, z. B. durch die Schaffung einer neuen „Kolonial“-Währung (der spätere US-Dollar). Das vom britischen Mutterland 1704 erlassene Münzprägeverbot für amerikanische Kolonien trug über Jahrzehnte wesentlich zur Verhinderung derartiger Bestrebungen bei. 1774 fanden sich einige einflussreiche Männer, darunter auch der spätere US-Präsident George Washington, als Delegierte der jeweiligen Provinz-Volksvertretungen zusammen und bekannten sich als erster Kontinentalkongress, was letztlich einer Form von „offener Putschabsicht“ gegen die Staatshoheit der britischen Kolonialmacht gleichkam. Schon im Jahr darauf entbrannte der Amerikanische Unabhängigkeitskrieg, 1776 riefen die Mitglieder dieses „Kongresses“ die Schaffung einer eigenen Währung aus (Kontinental-Dollar).
Eines der einflussreichen Kongressmitglieder war Robert Morris, der schon zuvor als Mitglied des sogenannten Geheimkomitees mit Kriegsvorbereitungen bezüglich des späteren Schmuggels von Kriegsausrüstung bzw. illegalen Imports von Waffen und Munition in die britischen Kolonien befasst war. Zudem war er Ideenbringer bezüglich der Gründung einer ersten Privatbank in Amerika (die spätere Bank of North America), die den späteren Druck bzw. die Ausgabe der neuen Währung sicherstellen sollte. Morris wurde von den Kongressmitgliedern mit der Aufsicht dieser „Noten-Bank“ betraut. Nach Ende des Unabhängigkeitskrieges strich man 1785 den Begriff „Kontinental-“ aus dem bisherigen Währungsnamen.
Rund um die Schaffung einer US-amerikanischen Verfassung 1787/89 wurde das frühere Kongressmitglied, der Bankgründer (Bank of New York) und (spätere) erste Finanzminister des neugegründeten Staates (USA), Alexander Hamilton, mit den Überlegungen für eine erste nationale „Staatsbank“ betraut, die schließlich ab 1791 als First Bank of the United States die frühere Rolle der Bank of North America als nunmehr offizielle Notenbank übernehmen sollte. Zu einer ihrer ersten Aufgaben gehörte auch die Abwicklung eines umfangreichen Privatisierungsprogramms der neuen Regierung, mit dem Ziel des Verkaufs von ausgedehnten nordamerikanischen Landflächen bzw. Immobilien, die vormals im Besitz der Briten waren, deren Eigentümer-Vertretung aber die ersten US-Regierungsmitglieder als eine Folge des Krieges und der Staatsgründung erlangten.

## Ausbruch

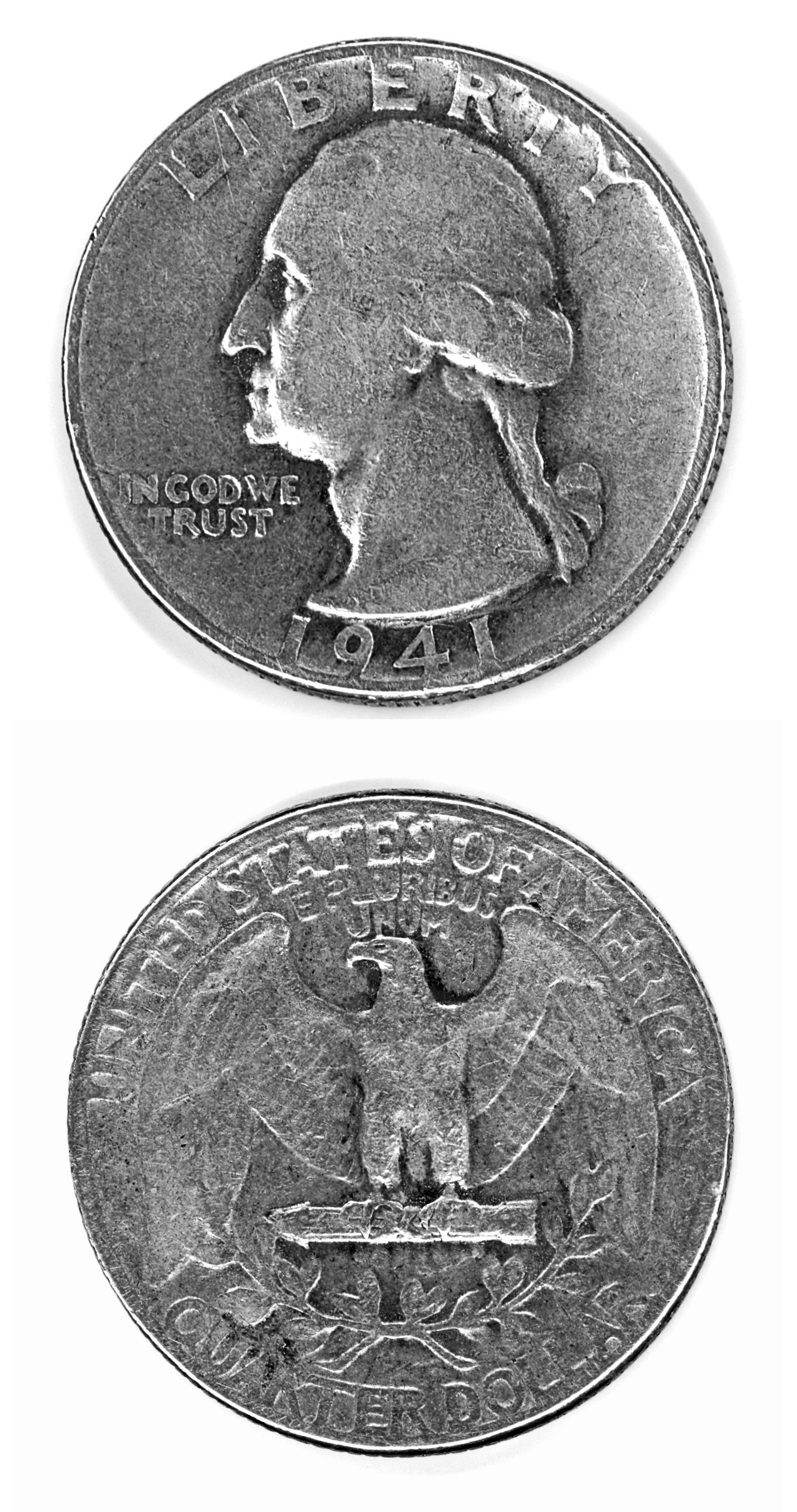
George Washington auf einer Vierteldollar-Münze

Am 19. April 1775 fanden die ersten Scharmützel einer amerikanischen Miliz mit britischen Truppen, die Gefechte von Lexington und Concord, statt. Sie gelten als der Beginn des Unabhängigkeitskrieges. In den Kolonien hatten bedeutende Teile der Elite zunächst nicht beabsichtigt, die volle Unabhängigkeit anzustreben. Sie waren vielmehr um eine Gleichberechtigung bemüht und wollten lokale Angelegenheiten ohne Einmischung des englischen Parlaments lösen. Der Gegner war zumindest zu Beginn das Parlament in London, während nicht wenige Mitglieder der amerikanischen Elite durchaus loyal zum König standen, den sie für schlecht beraten hielten. Als König Georg III. im Oktober 1775 den Parlamentsbeschlüssen vom November vorgriff und diesen volle Rückendeckung gab, sodass die dem König direkt unterstehende Royal Navy amerikanische Schiffe aufbringen sollte, änderte sich die Stimmung grundlegend.
Zunächst war die Lage der 2,5 Millionen aufständischen Siedler ungünstig: Weder reguläre Truppen noch finanzielle Mittel und Kriegsmaterial waren in ausreichender Menge vorhanden. George Washington, zu dieser Zeit Gutsbesitzer aus Mount Vernon (Virginia), erhielt am 2. Juli 1775 den Oberbefehl über eine 15.000 Mann starke Ansammlung von Miliztruppen aus den Bundesstaaten Neuengland, Pennsylvania, Maryland und Virginia, die „Kontinentalarmee“ genannt wurde.
Auf der gegnerischen Seite standen neben den britischen Truppen 30.000 Söldner aus deutschen Staaten. Diese Streitmacht wurde unterstützt von Loyalisten (englandtreuen Siedlern) und von mehreren englandtreuen Indianerstämmen, die weitere Verletzungen des Grenzabkommens von 1763 nach der Unabhängigkeit befürchteten. Da der größte Teil der deutschen Söldner aus Hessen-Kassel stammte, wird dieser Truppenteil in der englischsprachigen Geschichtsschreibung häufig Hessians genannt. Der Versuch von Truppen unter dem Kommando von Benedict Arnold, Kanada den Briten zu entreißen, scheiterte am 31. Dezember 1775 nach Anfangserfolgen mit der Niederlage in der Schlacht von Québec. Am 4. Juli 1776 erklärten die aufständischen 13 Staaten ihre Unabhängigkeit.

## Verlauf des Krieges
Im August 1776 nahmen die Briten New York ein. George Washington gelang es nach einer Reihe von Niederlagen, im Dezember 1776 mit seinem Sieg in der Schlacht von Trenton die Situation der Aufständischen zu stabilisieren. Die heimliche Unterstützung der Aufständischen mit Waffen durch Frankreich unter Mitwirkung Beaumarchais’ ab 1776 spielte zweifellos eine entscheidende Rolle. Im September 1777 besetzten die britischen Truppen Philadelphia. Mit ihrem Sieg in der Schlacht bei Saratoga (19. September bis 17. Oktober 1777) gelang der amerikanischen Armee jedoch eine Wende im Krieg.
Trotz dieses Sieges war die militärische Lage im Winter 1777/78 für die amerikanische Armee sehr schlecht. Die amerikanischen Milizen gingen aus Mangel an Verpflegung, Geld und Kleidung nach Hause. Das Heer bestand zeitweise nur noch aus rund 5000 Mann. Einheitliche disziplinarische und dienstliche Strukturen existierten praktisch nicht. Zu diesem Zeitpunkt zog sich Washington nach Valley Forge bei Philadelphia, außerhalb des britischen Einflussbereiches, zurück.
Die hier verstärkte Ausbildung der Truppen, bei der Friedrich Wilhelm von Steuben eine wichtige Rolle spielte, gilt als einer der entscheidenden Faktoren für den Sieg im Amerikanischen Unabhängigkeitskrieg. Steuben baute die Armee im Lager von Valley Forge als Generalmajor und Generalinspekteur taktisch und operativ auf und um (Regeln für die Ordnung und Disziplin der Truppen der Vereinigten Staaten, 1779). Er sorgte für die Disziplinierung, die Organisation und die Einübung der Truppen und war zeitweilig Generalstabschef George Washingtons. Bis 1784 blieb Steuben zudem Generalinspekteur des Heeres. Die Verbesserungen Steubens in der Kontinentalarmee zeigten sich am 28. Juni 1778 in der Schlacht von Monmouth. Dadurch wuchs bei den Soldaten der Optimismus, den Briten auch in einer offenen Schlacht gewachsen zu sein. Die Briten und ihre Verbündeten litten zunehmend unter einer Zersplitterung der Kräfte und an Nachschubproblemen, die sich mit dem Kriegseintritt Frankreichs 1778, Spaniens 1779 und der Niederlande 1780 auf Seiten der Amerikaner weiter verschärften. Der Konflikt wurde jetzt zunehmend auch zur See ausgetragen (siehe auch Englisch-Niederländischer Krieg (1780–1784)). Insbesondere Frankreich verlegte in größerem Maße Truppen in die USA.

### Lexington, 19. April 1775

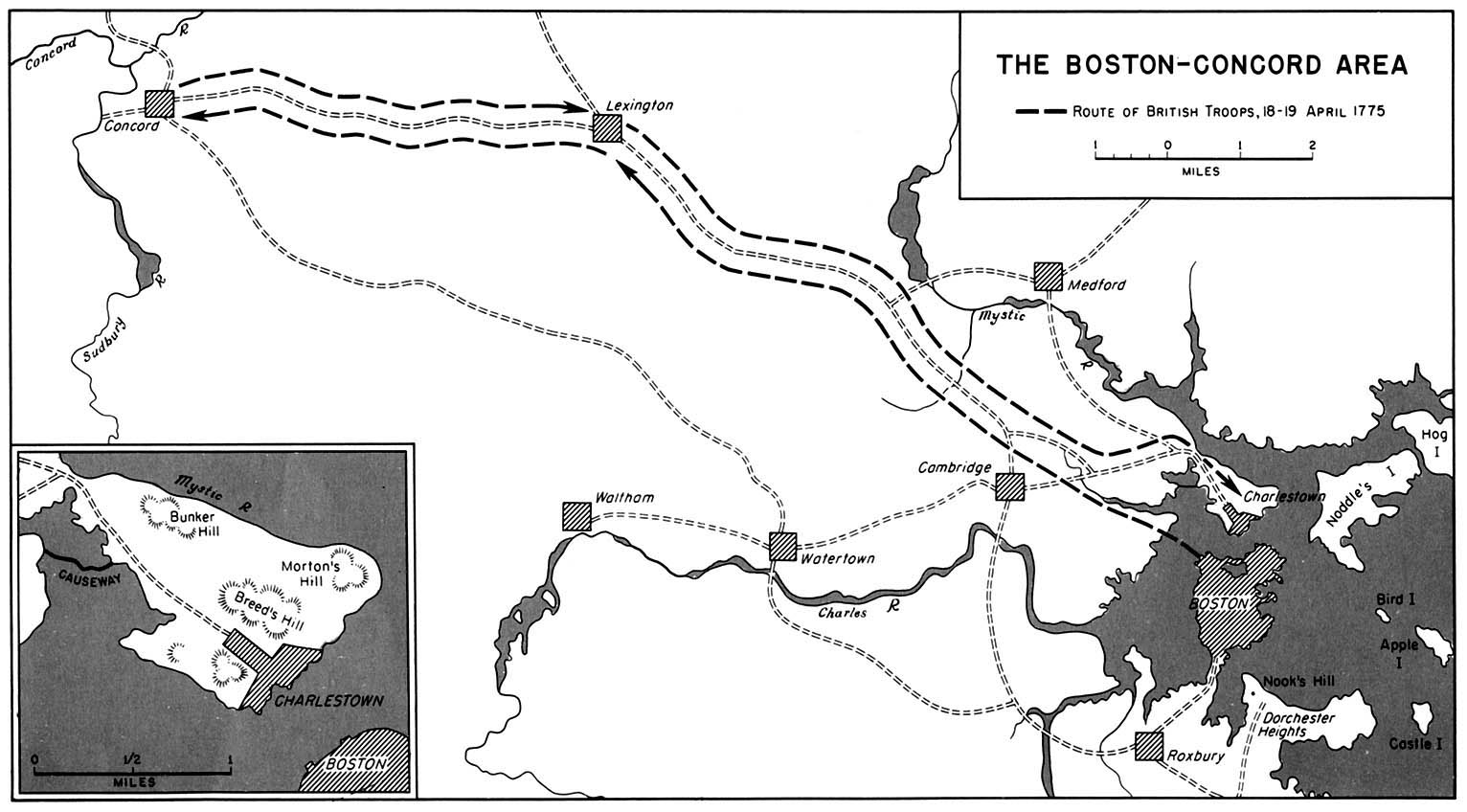
Zug der Briten nach Concord, April 1775

Die Feindseligkeiten zwischen der britischen Kolonialmacht und den amerikanischen Siedlern eskalierten in Concord und Lexington in Massachusetts, als britische Truppen, die aus Boston ausgeschwärmt waren, um Vorratslager der Rebellen auszuheben, am 18. April 1775 mit bewaffneten Siedlergruppen aneinandergerieten. Es ist unbekannt, wer dabei den ersten Schuss abfeuerte (vgl. Der Schuss, der um die ganze Welt gehört wurde). Die Gefechte von Lexington und Concord endeten mit dem Rückzug der Briten nach Boston, das danach belagert wurde.

### Ticonderoga, 10. Mai 1775
Gleichzeitig wurde ein Angriff auf Fort Ticonderoga im Lake Champlain geplant. Fort Ticonderoga war von strategischer Bedeutung, weil dort große Vorräte an Waffen, Munition und sonstigen Versorgungsgütern lagerten und weil seine Kanonen ein großes Schussfeld abdeckten. Am 10. Mai begann der Angriff: 80 Mann aus Neuengland, angeführt von den Obersten Ethan Allen aus Vermont und Benedict Arnold aus Connecticut, überrumpelten das Fort mit seiner geringen Besatzung von 40 Mann, die sich kampflos ergaben. Da der Krieg noch nicht erklärt war, hatte die Besatzung des Forts nicht einmal Wachen aufgestellt. Dieser Erfolg erhöhte die Moral der Revolutionäre weiter und spornte die beiden Anführer an. Am 12. Mai nahm Allen Crown Point ein. Crown Point war nur noch eine wertlose Ruine, weil das Fort ein Jahr zuvor durch einen Blitzschlag ins Pulvermagazin explodiert war. Arnold gelang es, ab dem 16. Mai zeitweise St. John, Quebec, ein Fort auf kanadischem Territorium, besetzt zu halten. Bei dieser Gelegenheit geriet Ethan Allen in der Nähe von Montreal in britische Gefangenschaft. 100 erbeutete Kanonen aus Ticonderoga wurden unter der Aufsicht von Generalmajor Henry Knox über Land direkt zur Armee von George Washington geschickt, die sie bei der Belagerung von Boston nutzte.

### Belagerung von Boston, Juni 1775 bis März 1776
In der Nacht vom 16. auf den 17. Juni zogen knapp 1.200 Mann von der Belagerung weiter zum Isthmus von Charlestown, der einen Überblick über die Stadt gewährt, und gruben sich dort auf dem Breed’s Hill ein. 2.200 Mann britischer Truppen unter dem Kommando von Generalmajor William Howe wurden am Morgen darauf eingeschifft und stürmten den Hügel. In der nun folgenden Schlacht, die fälschlicherweise als Schlacht von Bunker Hill bezeichnet wurde, konnte die Siedlertruppe nach drei Sturmangriffen zurückgeschlagen werden. Mit zusammen 1.000 Toten und Verletzten erlitten die Briten zweieinhalb mal so viele Verluste wie ihre Gegner. Allerdings hatten diese ihre Truppenanzahl zwischenzeitlich sogar auf 3.000 Mann erhöht. Es sollte die einzige größere Kampfhandlung während der Belagerung von Boston bleiben. General Washington übernahm am 3. Juli 1775 formal das Kommando über die Truppen bei Boston und ging zuallererst die Stärkung der Truppen sowie die Beseitigung logistischer Engpässe an. Bis zum März 1776 hatte er eine Armee von 14.000 Mann. Am 4. März griff er in einer Blitzaktion auf die Dorchester Heights sowie wenig später auf Nook’s Hill (zwei Erhöhungen südlich von Boston, die die Stadt überblickten) an, um dort Artillerie aufzustellen. Howe erkannte seine nun recht aussichtslose Lage und ließ ab dem 17. März die Stadt evakuieren. Er ließ sich zusammen mit seinen 9.000 Mann am 26. März nach Halifax in Nova Scotia ausschiffen.

### Invasion Kanadas 1775/76
Im Juni 1775 genehmigte der Kontinentalkongress jegliche Militäraktion gegen Kanada. Diese Entscheidung war von der Hoffnung beeinflusst, die Briten mit Hilfe der Franzosen, die den Großteil kanadischen Territoriums beanspruchten, endgültig aus Nordamerika vertreiben und Kanada für sich als 14. Kolonie vereinnahmen zu können. Zudem hatte der Kongress aus mehreren Berichten erfahren, dass der britische Kommandeur in Kanada im Begriff war, neue Truppen auszuheben, um New York anzugreifen. Diesem Beschluss des Kongresses folgte eine zweistufige Invasion Kanadas im Herbst 1775. Oberst Benedict Arnold, von Cambridge, Massachusetts aus angreifend, ließ seine 1.100 Männer über den Maine und seine Uferstadien zum Kennebec bringen. Als er am 8. November Québec erreichte, hatte er 650 Soldaten. Dort sollte er die Ankunft von Brigadegeneral Richard Montgomery erwarten, der in Fort Ticonderoga das Kommando über die Truppen des zunächst dort ansässigen Generalmajors Philip Schuyler übernommen hatte. Montgomery preschte entlang der Lake Champlain-St. Lawrence River vor und begann am 17. September damit, Saint-Jean-sur-Richelieu (Québec) zu belagern, das schließlich am 2. November fiel.
Dies war der entscheidende Schritt, der eine amerikanische Besetzung Québecs ermöglichte. Am 3. Dezember schloss Montgomery zu Arnold auf, aber dessen verbliebene 300 Mann – in mäßigem Zustand – eigneten sich nur noch zur Befestigung der Städte St. John und Montreal. Für die beiden Kommandeure ergab sich ein weiteres Problem: Die meisten ihrer Soldaten waren Freiwillige, deren Verträge zum Ende des Jahres 1775 auslaufen würden. In großer Verzweiflung griffen sie in der Nacht vom 30. auf den 31. Dezember an, aber die Briten widerstanden dem Angriff leicht und konterten sofort. Die Verluste auf amerikanischer Seite in der Schlacht von Québec lagen bei etwa 100 Toten und 400 Gefangenen; auch Montgomery selbst fiel in dieser Schlacht. Allerdings konnten die restlichen Soldaten für einen Verbleib bis zum Ende der Belagerung bewegt werden. Dieses kam im Frühjahr 1776, als die königlichen Truppen mit Verstärkungen aus dem Norden die Belagerung endgültig brachen und die Siedlertruppen bis Lake Champlain zurückdrängten.

### Operationen im Süden, Februar bis Juni 1776
Nach den Gefechten in Neuengland richteten die Briten ihre Aufmerksamkeit nach Süden. Gouverneur Josiah Martin von North Carolina war im Sommer 1775 aus der aufständischen Hauptstadt New Bern auf ein vor der Küste ankerndes Kriegsschiff geflohen. Eine Landeoperation der Britischen Flotte aus New York und frische Truppen aus Irland sollten die Ordnung wiederherstellen. Wenn Martin wieder im Amt wäre, sollten die Truppen auf dem Landweg nach South Carolina weiterziehen und auch dort die Aufständischen bekämpfen.
Die Landeoperation scheiterte, weil in der Schlacht von Moores Creek Bridge am 27. Februar 1776 etwa 800 patriotische Aufständische rund 1600 Loyalisten stoppten, die deshalb die Landezone nicht absichern konnten. Die Flotte versuchte gar nicht erst zu landen, sondern fuhr nach längerem Aufenthalt vor der Küste weiter nach Charleston (South Carolina), wo ihr Angriff im Juni in der Schlacht von Sullivan’s Island abgewehrt wurde. Nach dem völligen Versagen der britischen Pläne zog sich die Flotte nach New York zurück. Die Aufständischen im Süden wurden durch die Erfolge motiviert; die Delegierten South Carolinas im Kontinentalkongress stimmten im April 1776 als Erste für die völlige Unabhängigkeit der 13 Kolonien.

### Einnahme New Yorks und Rückzug Washingtons

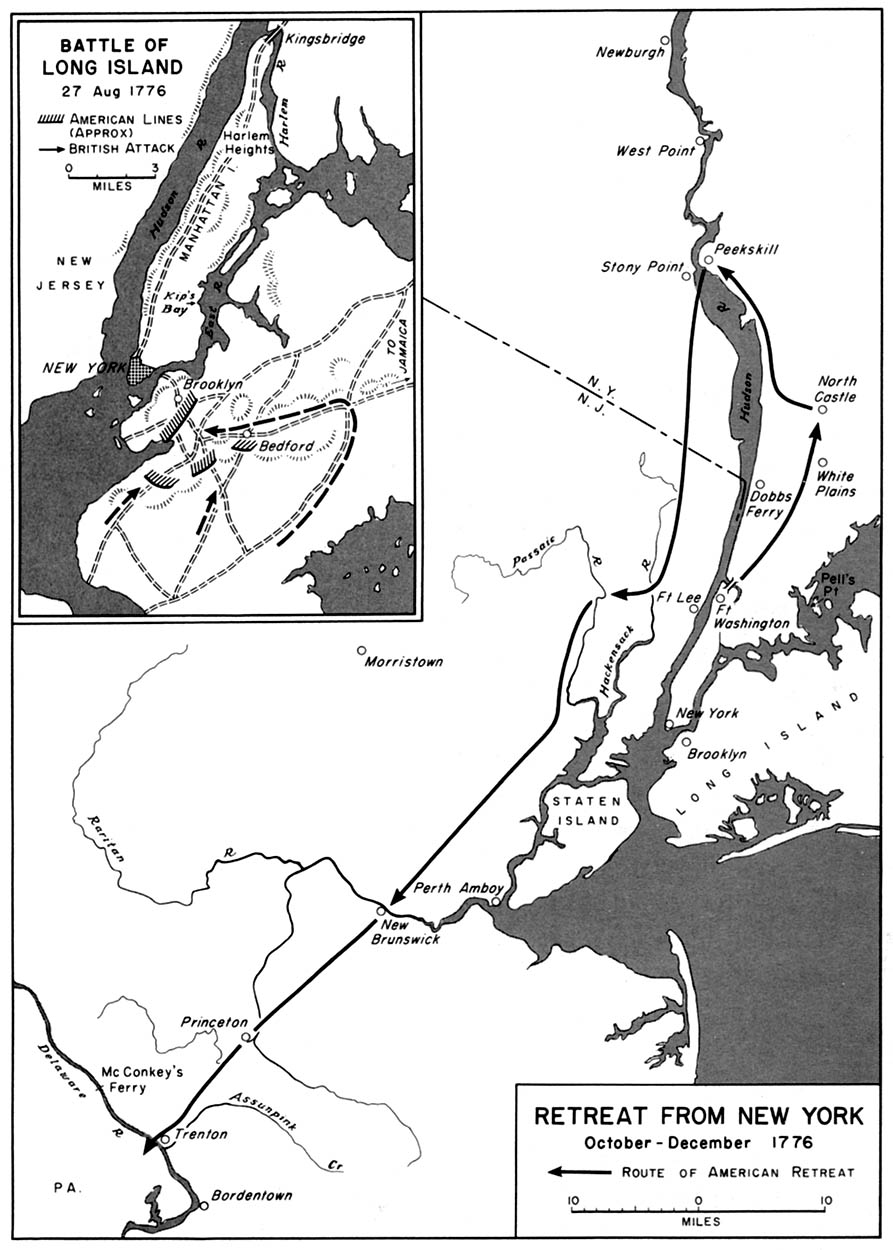
Schlacht von Long Island und amerikanischer Rückzug bis Dezember 1776

Nachdem die Briten Boston räumen mussten, zog Washington mit seiner zu einer Miliz geschwächten Truppe sofort nach New York weiter, da er einen Angriff der Krone an diesem strategisch wichtigen Punkt erwartete. Während der Monate Juli und August 1776 ließ General Howe mit der Unterstützung der Flotte seines Bruders, Admiral Lord Richard Howe jeweils 32.000 britische und fremde Berufssoldaten, vom Gegner unbehelligt, auf Staten Island anlanden. In dieser Zeit konnte Washington 20.000 untrainierte Soldaten des Kongresses und Milizsoldaten versammeln und ließ zusätzlich auf und um Manhattan Island schwere Befestigungen bauen. Die Hälfte seiner Truppen bewegte er zu den ebenfalls neu errichteten Befestigungsanlagen auf den Brooklyn Heights und überließ Manhattan Generalmajor Israel Putnam.
Zwischen dem 22. und 25. August landeten 20.000 von Howes Männern auf Long Island, die in der Schlacht von Long Island die Kontinentaltruppen unter Befehl von Generalmajor John Sullivan angriffen. Howe fiel Sullivan am nächsten Morgen in den Rücken, was trotz erbitterter Gegenwehr der nun dazugestoßenen rechten Flanke unter Brigadegeneral William Alexander, Lord Stirling gelang. Die amerikanische Front brach schnell zusammen. Die versprengten amerikanischen Truppen organisierten den Rückzug nach Brooklyn (der von den Briten unbemerkt blieb). Zwei Nächte darauf traten sie den geordneten Rückzug nach Manhattan an. Die amerikanischen Verluste wurden auf 300 bis 400 Tote und 700 bis 1200 Gefangene geschätzt. Howe dokumentiere 367 eigene Verluste.

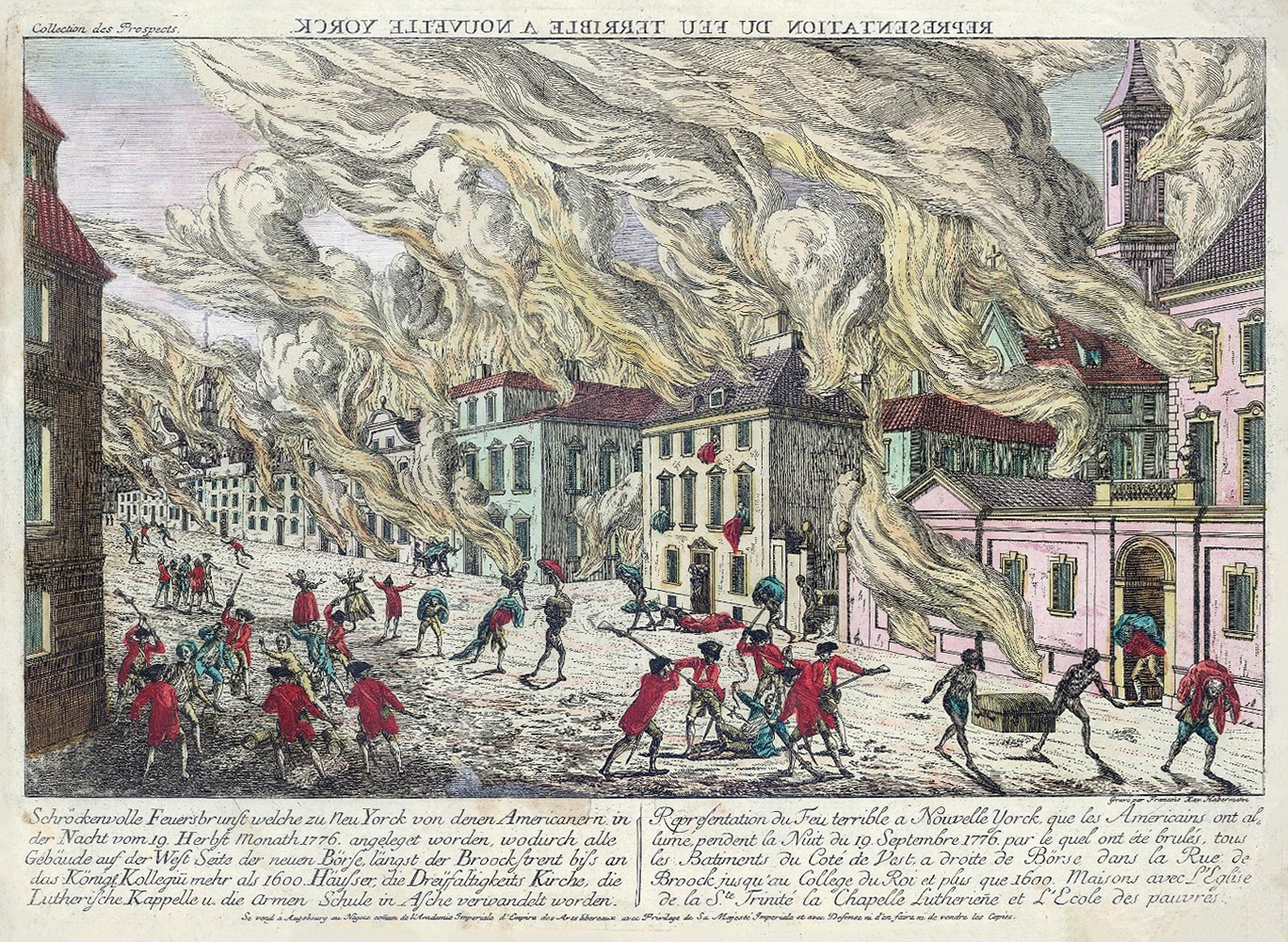
Großer Brand von New York, September 1776

Vom 11. bis 15. September fanden auf Staten Island Friedensgespräche zwischen den Briten und einer Delegation aus Benjamin Franklin, Edward Rutledge und John Adams statt, die aber abgebrochen wurden, als diese sich weigerten, die Aufhebung der Unabhängigkeitserklärung zu diskutieren. Am selben Tag landeten die Briten 4000 Mann in Kip’s Bay an der Südspitze Manhattans und vertrieben die dort postierten amerikanischen Milizen. Die Amerikaner zogen sich nach Harlem Heights im Norden Manhattans zurück, wo sie am 16. den Briten ein Rückzugsgefecht lieferten und danach deren weiteren Vormarsch blockierten. Am 21. September brach in New York ein Großbrand aus, der weite Teile der Stadt verwüstete.

Mitte Oktober landete Howe mit dem Großteil seiner Truppen auf dem Festland im Westchester County und Washington entschloss sich zur Evakuierung Manhattans. Am 28. Oktober trafen die beiden Heere in der Schlacht von White Plains aufeinander. Howe nahm danach bis Mitte November Fort Lee und Fort Washington zu beiden Seiten des Hudson River, während Washington sich über Stony Point auf die Westseite des Hudson zurückzog und dann nach Süden wandte. Von Truppen unter General Cornwallis verfolgt, zog er sich bis Dezember durch New Jersey über den Delaware River nach Pennsylvania zurück und überließ den Briten die Kontrolle über das New Yorker Gebiet und den größten Teil von New Jersey.

### Trenton, 26. Dezember 1776
Währenddessen bezogen Howe und seine Männer Winterquartier in New York, ließen aber zum Beispiel Newport, Rhode Island sowie diverse Städte in New Jersey befestigen. Washington entschloss sich im Dezember 1776 zu einem Überraschungsangriff auf die 1.400 hessischen Soldaten in Trenton, in der Hoffnung, der schwer angeschlagenen amerikanischen Kampfmoral neuen Auftrieb zu verleihen. Von den 7.000 Reservisten, die ihm am Ersten Weihnachtstag 1776 zur Verfügung standen, ließ er 2.400 über den beinahe vollständig gefrorenen Delaware in die Nähe von Trenton bringen. Die Stadt selbst ließ er am Morgen des 26. Dezember um 8 Uhr in zwei Kolonnen angreifen. Die Hessen waren völlig unvorbereitet, weil sie auf den Weihnachtsfrieden vertrauten, und kapitulierten nach anderthalbstündigem Kampf. Allerdings konnten ungefähr 400 von ihnen nach Bordentown, New York, entkommen. Zwei zur Unterbindung solcher Bewegungen entsandte Trupps konnten dies nicht verhindern. Von den Hessen wurden 25 getötet und 920 gefangen genommen. Die Siedler hatten 2 Tote und 4 Verletzte.

### Princeton, 3. Januar 1777
Nach dem Coup in Trenton überquerte Washington wieder den Delaware nach Pennsylvania mit seinen hessischen Gefangenen im Schlepptau. Allerdings fürchtete er zum Jahresende, nicht genügend Truppen zu haben, und versammelte in Trenton eine Streitmacht von knapp 5200 Mann, was ungefähr die Hälfte aller der ihm damals zur Verfügung stehenden Truppen war. Ihm unbemerkt nach Trenton gefolgt war auch Generalmajor Charles Cornwallis, der am 2. Januar 1777 mit 6000 britischen Berufssoldaten nach Trenton stürmte. Washington stand nun mit dem Rücken zum Delaware, da er sich zum Assunpink Creek zurückgezogen hatte. Cornwallis verzögerte seinen Angriff, was den Amerikanern die Gelegenheit bot, sich in der Nacht vom 2. auf den 3. Januar über eine Nebenstraße zurückzuziehen. Um die Briten zu täuschen, hatten sie alle Anzeichen von Leben an der ursprünglichen Front erhalten, wie etwa Lagerfeuer. 
Nachdem sie in südlicher und östlicher Richtung entkommen waren, griffen sie am Morgen eine Kolonne britischer Soldaten unter dem Kommando von Oberst Charles Mawhood an, die gerade im Begriff war, sich Cornwallis anzuschließen. Mawhoods Trupp bestand aus einem einzigen Bataillon von knapp 400 Mann. Dennoch gelang es ihm, zwei amerikanische Bataillone nacheinander aufzureiben, und er konnte erst mit dem Eintreffen Washingtons, dessen Symbolgehalt seine Truppen wieder einte und der ein weiteres Bataillon einbrachte, verjagt werden. Indessen waren die Amerikaner numerisch 11:1 überlegen. Mawhood gelang dennoch ein geordneter Rückzug nach Morristown und New Brunswick in New Jersey. Er hatte 86 Verluste zu beklagen. Auch Washington mit seinen ca. 40 bis 50 Verlusten zog sich zurück, und zwar in stark bewaldete Hügel östlich von New Brunswick, die Schutz vor Angriffen der Briten boten. Hier richtete er sein Winterquartier ein, das die Kommunikationswege des Feindes flankierte. General Howe bemerkte dies und wurde so gezwungen, sich ebenfalls nach New Brunswick zurückzuziehen, da es ihm unmöglich erschien, alle Punkte, die Washington hätte angreifen können, ausreichend zu decken.

### Saratoga-Feldzug Juli bis Oktober 1777
Die britische Strategie des Jahres 1777 verfolgte zwei Ziele. Zunächst sollte Neuengland mit einem Sichelschnitt von Kanada den Hudson hinunter nach Albany von den restlichen Kolonien abgetrennt werden, während eine andere Großeinheit, die von New York aus nach Norden vorrücken sollte, die Umklammerung vervollständigen und die kanadischen Einheiten verstärken sollte. Der zweite Teil der Strategie lautete, Philadelphia einzunehmen, da sich dort der Sitz der Revolutionsregierung befand. Der Feldzug der Briten begann mit einer Bewegung in zwei Zacken von Kanada aus, der von New York aus von Generalmajor John Burgoyne geleitet wurde, dessen Mannstärke sich auf 5000 Briten, 2500 Mann Braunschweiger Truppen unter General Riedesel und ungefähr 400 Indianer, die sich freiwillig den Kolonialherren angeschlossen hatten, belief. Diese Streitmacht stieß über den Lake Champlain vor und zwang 2500 Mann Kontinentaltruppen und Milizeinheiten, Ticonderoga am 27. Juni zu evakuieren. Auch andere amerikanische Einheiten der Gegend, unter dem Gesamtkommando von Schuyler, zogen sich nach Süden zurück.
Dabei konnten sie die schweren britischen Einheiten bremsen, da sie selbst als leicht Bewaffnete vorzugsweise über schroffes Terrain zurückwichen. Eine der kanadischen Einheiten bestand aus 700 Berufssoldaten, einigen sogenannten Tories und knapp 1000 Indianern, befehligt von Oberst Barry St. Leger. Diese Truppe bewegte sich von Fort Oswego (am Ontariosee) ostwärts und erreichte am 2. August das Mohawk-Tal. Vorläufiges Ziel St. Legers war es, sich Burgoyne anzuschließen. Davon musste er jedoch absehen, als 950 Siedler unter Arnold mit einem taktischen Kniff seine indianischen Truppen zerstreuen konnten. Burgoyne marschierte weiter auf Albany zu, auch wenn er selbst geschwächt worden war: Eine Abteilung seiner Einheit, darunter 200 Braunschweiger Dragoner, wurde bei der Proviantsuche von Milizen unter John Stark fast ausgelöscht (Schlacht von Bennington, Vermont). Zusätzlich musste er sich mit fast 2600 milizionären Bewachern unter Generalmajor Horatio Gates auseinandersetzen.
Am 13. und 14. September überquerte Burgoyne den Hudson bei Saratoga (heute Schuylerville, New York). Mittlerweile hatte Gates, der Schuyler am 19. August als Befehlshaber über die nördlichen Truppen abgelöst hatte, seine Truppen auf 7600 Mann aufgestockt und stellte sich ihm erneut entgegen. Burgoyne war entschlossen, Albany noch vor dem Winter zu erreichen, und ersann einen Befreiungsschlag bei den Bemis Heights. Gates ließ seine Männer in ihren schwer befestigten Positionen verbleiben. Bei einem Vorposten, Freeman’s Farm, konnte Burgoyne allerdings ein Gefecht auslösen. Die Amerikaner mussten den Vorposten zwar aufgeben, verursachten aber doppelt so viele Verluste (ca. 600) wie sie erlitten und konnten auf den Hügeln bleiben.
Daraufhin blieb Burgoyne mehr als zwei Wochen passiv, während Generalmajor Gates, mittlerweile der Kommandeur der Truppen in New York, einen kläglich gescheiterten Versuch unternahm, Verstärkungen über den Hudson zu ihm zu bringen. Burgoyne riskierte im Laufe der darauffolgenden Tage mit 1650 Mann einen Ausbruch in Richtung der linken amerikanischen Flanke (in der Zwischenzeit hatten ihn fast 15.000 Amerikaner umzingelt), der in der Schlacht von Bemis Heights scharf zurückgewiesen wurde. Damit waren die als Wendepunkt im Amerikanischen Unabhängigkeitskrieg geltenden Schlachten von Saratoga entschieden – am 17. Oktober kapitulierte Burgoyne mit seinen insgesamt 5.000 Mann und einigen noch verbliebenen Versorgungslagern, deren Schwinden zu Burgoynes Entscheidung beigetragen hatte.

### Brandywine, 11. September 1777
Das britische Unternehmen mit dem Ziel, Philadelphia einzunehmen, lief Ende Juli 1777 an. Es stellte den zweiten Teil der königlichen Strategie dar. Unter dem Kommando von Howe segelten 15.000 Soldaten von New York aus an den Head of Elk (heute Elkton) in Maryland, wo ihre Landung einen Monat später (25. August) abgeschlossen war. Unterdessen hatte Washington mit seinen 11.000 Soldaten eine schwer befestigte, defensive Position am Chad’s Ford an der Ostseite des Brandywine Creek eingenommen, um Howe am Einfallen in Pennsylvania zu hindern. Howe griff Washington am 11. September 1777 an, indem er General Cornwallis befahl, die amerikanischen Soldaten nach weitem Ausholen an der rechten Flanke anzugreifen, während seine hessischen Soldaten am anderen Flussufer zur Einschüchterung massiv manövrieren sollten. Die Soldaten des amerikanischen Generalmajors Nathanael Greene wehrten die drohende Umkreisung aller Truppen Washingtons allerdings mit einem Ausfallangriff ab. Nach der Schlacht zogen sich die Amerikaner schwer bedrängt, aber geordnet nach Chester, Pennsylvania zurück. Sie hatten knapp 1200 Soldaten verloren. Demgegenüber standen britische Verluste von 576 Mann.

### Germantown, 4. Oktober 1777
Nach ihrem Sieg bei Brandywine patrouillierten die britischen Streitkräfte unter Howe zwei Wochen lang in der Umgebung von Philadelphia. In dieser Zeit löschten sie eine zur Bewachung hinterlassene amerikanische Einheit unter General Anthony Wayne bei Paoli praktisch aus, bevor sie am 26. September 1777 die Stadt kampflos einnahmen. Howe richtete im nahegelegenen Germantown ein Hauptquartier ein und ließ ungefähr 9000 Mann dort stationieren. Da Washington ein weiteres Befestigen der Briten befürchtete, griff er den Stützpunkt in einer koordinierten Aktion in der Nacht vom 3. auf den 4. Oktober an. Zwei Kolonnen, die aus Milizsoldaten bestanden, nahmen jedoch gar nicht am Angriff teil, dennoch errangen die Kolonnen unter Greene und Divan beachtliche Erfolge. Am Morgen kam jedoch dichter Nebel auf, was bewirkte, dass sich die amerikanischen Soldaten zunächst gegenseitig beschossen, während sich die besser organisierten Briten neu formierten. Als bei den Kolonialeinheiten zusätzlich die Munition knapp wurde, begannen sie um knapp 9 Uhr mit dem Rückzug, der ungeordnet verlief. Howe verfolgte sie über einige Meilen hinweg, nutzte seinen Sieg aber nicht konsequent, indem er die verbleibenden amerikanischen Soldaten verschonte. Die amerikanischen Verluste lagen bei 673 Toten und bei knapp 400 Kriegsgefangenen, die britischen bei 521 Toten und Verwundeten. Den Winter verbrachte die Armee von George Washington 1777/78 in Valley Forge.

### Monmouth, 28. Juni 1778
Durch Abschluss des von Benjamin Franklin ausgehandelten amerikanisch-französischen Bündnisses am 6. Februar 1778 mussten die Briten eine neue Bedrohung in Form der starken französischen Flotte in Betracht ziehen. General Henry Clinton, der Howe am 8. Mai desselben Jahres seines Kommandos über Amerika entbunden hatte, entschloss sich dazu, den größten Teil seiner in Philadelphia stationierten Truppen näher an die Küste zu verlegen, wo es ihm einfacher erschien, Kontakt zur britischen Flotte zu halten. Infolge dieser Entscheidung befahl er diese Truppenverlegung für seine 10.000 Mann starke Garnison. Als sich diese durch New Jersey auf den Weg nach New York aufmachte, löste Washington das Lager auf und machte sich mit circa 13.500 Soldaten an die Verfolgung der Briten. Weit vorangeschrittene Truppenelemente der Amerikaner griffen die britische Kolonne an, als diese gerade den Ort Monmouth Courthouse, heute Freehold, New Jersey, durchquert hatten. Aus nicht vollständig geklärten Gründen nutzte der Amerikaner Lee früh erzielte Vorteile in der Schlacht nicht aus und ordnete beim Eintreffen britischer Verstärkungseinheiten den Rückzug an. Eine mögliche Erklärung stellt das extrem heiße Wetter an diesem Tag dar. Dies ermutigte Clinton, mit seiner Hauptarmee anzugreifen. Washington entlastete Lee mit eigenen Verstärkungen, übernahm aber auch das Kommando. Die Schlacht von Monmouth dauerte bis in die Abendstunden, ohne dass sich eine Kriegspartei zurückzog oder die Oberhand erlangen konnte. Im Schutze der Dunkelheit entwichen die Briten den Amerikanern nach Sandy Hook, New Jersey, von wo aus ihre Flotte sie nach New York City brachte. Die Briten vermeldeten 65 Tote, 155 Verwundete sowie 64 Vermisste, die Amerikaner 69 Tote, 161 Verwundete und 130 Vermisste. Infolge der Schlacht wurde General Lee vor das Kriegsgericht gestellt und wegen Ungehorsams und Pflichtverletzung suspendiert. Washingtons Armee zog in Richtung Norden weiter und bezog bei White Plains (New York) Stellung.

### Savannah, 29. Dezember 1778/16. September bis 10. Oktober 1779
Bei der Kontinentalarmee werden diese beiden Schlachten bei Savannah, Georgia von einem einzelnen Banner wiedergegeben. In der ersten Schlacht landete eine britische Expeditionsstreitkraft unter General Archibald Campbell an einem Abschnitt des Savannah River nahe der gleichnamigen Stadt und nahm sie bald ein. Im Laufe des folgenden Jahres kehrte d’Estaings französische Flotte aus der Karibik zurück und lud Truppen bei Beaulieu, 14 Meilen südlich von Savannah, aus, um bald darauf einen Angriff auf die Briten zu beginnen. Als die Vorbereitungen abgeschlossen waren, belagerten 1500 Amerikaner unter General Benjamin Lincoln und 5000 Franzosen aus d’Estaings Flotte die knapp 3200 Briten in der Stadt. Die Belagerer wurden jedoch zu einem schnellen Angriff gezwungen, da sich d’Estaing Sorgen um die Verwundbarkeit seiner Flotte machte. Mit 828 Verlusten wurden die Angreifer zurückgeschlagen. Die Briten erlitten 103 Verluste.

### Charleston, 29. März bis 12. Mai 1780
Die Belagerung von Charleston durch die Briten führte zur Kapitulation des amerikanischen Generals Benjamin Lincoln und seiner 5400 Mann. Sie war die schwerste Niederlage der Aufständischen im Unabhängigkeitskrieg. Die Briten konnten ihren Erfolg aber nicht nutzen. Siedlertruppen organisierten sich im Guerillakampf und verheerten britische Außenposten und Verbindungswege (Späher, Boten usw.).

### Camden, 16. August 1780
In der Schlacht von Camden am 16. August 1780 trafen 4100 frisch ausgehobene amerikanische Truppen unter Gates und Baron de Kalb, die zur Verstärkung der Truppen bei Charleston ausgesandt worden waren, auf knapp 2200 britisch-hessische Soldaten unter Cornwallis. Bereits beim ersten Ansturm der Briten brachen die aus Milizionären bestehenden amerikanische Mitte und linke Flanke auseinander, die rechte Flanke aus Wehrpflichtigen zurücklassend. Diese wurde umzingelt und von der britischen Kavallerie unter Lieutenant Colonel Banastre Tarleton aus ihrem Rücken heraus aufgerollt. De Kalb wurde getötet. Während die Briten 312 Männer verloren, wurden 880 Amerikaner getötet oder verwundet und rund 1000 gefangen genommen.

### Cowpens, 17. Januar 1781
Die Schlacht von Cowpens, South Carolina, ist als klassisches Aufeinandertreffen nach vorherigem Manövrieren einzustufen. Die Schlacht markiert den Beginn der Offensive der Revolutionäre unter General Nathanael Greene, die die Briten aus dem südlichen Kampfgebiet vertreiben sollte. Mit geringen eigenen Verlusten brachte die Armee von Daniel Morgan den Truppen Tarletons eine vernichtende Niederlage bei. Im Hinblick auf die Dauer und die eingesetzten Soldaten war die Schlacht gewichtiger als die von Princeton, und sie erwies sich gerade gegen Ende des Krieges von unschätzbarem Wert, da sich die Vernichtung eines großen Teils der königlichen Südarmee als ein wesentlicher strategischer Vorteil herausstellen sollte.

### Pensacola, 9. März bis 8. Mai 1781
Die Schlacht um Pensacola, Florida, vom 9. März bis 8. Mai 1781 stellte den Höhepunkt der spanischen Rückeroberung Floridas von den Briten dar. Bernardo de Gálvez y Madrid, der Gouverneur des spanischen Louisiana und Stratege hinter dem erfolgreichen spanischen Feldzug gegen die Briten führte eine aus Kriegsschiffen und Landstreitkräften bestehende Streitmacht gegen Pensacola und zwang den britischen General John Campbell nach erfolgter Erstürmung des Fort George am 8. Mai 1781 zur Kapitulation. Mit Pensacola war, außer Jamaika, die letzte britische Marinebasis am Golf von Mexiko gefallen.

### Guilford Court House, 15. März 1781
Die Schlacht von Guilford Court House, North Carolina, sollte die von Cornwallis angestrebte Entscheidungsschlacht gegen Greene sein. Obwohl er Greene schlagen konnte, gelang es Cornwallis nicht dessen Armee zu vernichten. Greene konnte seine 1300 Mann Verluste (darunter allein 1000 Mann Vermisste, vermutlich Deserteure), im Gegensatz zu den Briten mit 500 Mann Ausfällen, auffüllen. Während Cornwallis weiter nördlich nach Virginia zog, konnte Greene mit seinen Truppen in dessen Rücken weiter operieren und dessen Eroberungen zunichtemachen. Cornwallis wurde in Yorktown abgeschnitten und zur Entscheidungsschlacht gezwungen.

### Yorktown, 28. September bis 19. Oktober 1781
Ab 1778 hatte sich das Augenmerk der Briten vor allem auf die südlichen Kolonien gerichtet, da sie versuchten, hier ihren Einfluss zurückzugewinnen. Sie kamen aber bis 1781 zur Einsicht, dass dies unmöglich sei, solange von Virginia amerikanische Operationen ausgingen. Also sandte Clinton den amerikanischen Überläufer Benedict Arnold mit 1600 Untergebenen zum Feldzug den James River hoch. Bis Ende Mai gelang es den Briten, 7200 Mann zu sammeln, die auch die verbliebenen Truppenteile von Cornwallis beinhalteten, die aus Wilmington gekommen waren. Cornwallis erhielt den Oberbefehl über alle Truppen in Virginia und führte Angriffe bis ungefähr Mitte Juni. Zunächst konnten sich ihm nur in Zahlen überlegene amerikanische Truppen unter dem Marquis de Lafayette entgegenstellen, die Mitte Juni aber von stärkeren Truppen unter Brigadegeneral Anthony Wayne und Friedrich Wilhelm von Steuben, dem Chefinspekteur und obersten Ausbilder der Kontinentalarmee, verstärkt wurden. Cornwallis zog sich daraufhin nach Yorktown an der Küste zurück, um Kontakt mit Clinton in New York halten zu können.
In der Zwischenzeit war Washingtons vorläufiger Aufbau einer Nordarmee angelaufen, die kurz zuvor mit 4800 von Generalleutnant Jean B. de Rochambeau kommandierten Franzosen für einen bevorstehenden Angriff auf New York verstärkt worden war. Washington verwarf seinen Plan jedoch, als er erfuhr, dass ihm 3000 weitere Franzosen des Admirals de Grasse zur Verfügung gestellt wurden. Der Admiral hatte sein Operationsgebiet Karibik verlassen und stellte Washington die Soldaten bis Mitte Oktober in der Chesapeake Bay zur Verfügung. Daraufhin entschloss sich Washington mit einem Großteil seiner Armee, der auch Franzosen umfasste, nach Virginia aufzubrechen. Er überquerte den Hudson vom 20. bis 26. August, zwang Clinton mit einer Finte dazu, in New York zu bleiben, und drang über New Jersey und Pennsylvania nach Maryland vor. Unterdessen erreichte de Grasses Flotte die Küste bei Yorktown und lud die 3000 Soldaten aus, die Lafayette verstärkten.
Der Admiral wurde beim Auslaufen am 5. September von Thomas Graves überrascht und kämpfte daraufhin die Seeschlacht vor der Chesapeake Bay, nach der sich Graves zwecks Reparaturen nach New York zurückziehen und seinem französischen Gegner die Kontrolle über die Chesapeake-Bucht überlassen musste. Dies erlaubte Washington und Rochambeau mit ihren insgesamt über 15.500 Soldaten, am 28. September die Belagerung von Yorktown einzuleiten. Am Morgen des 17. Oktober bat Cornwallis um einen Waffenstillstand, als auch seine letzten Versuche, strategische Schlüsselpunkte zurückzuerobern, gescheitert waren. Er übergab sein gesamtes Kommando über knapp 8000 Soldaten am 19. Oktober, nachdem er 156 Tote und 326 Verwundete zu verzeichnen hatte. Die amerikanischen Verluste beliefen sich auf 20 Tote und 56 Verwundete, während die Franzosen von 52 Toten und 134 Verletzten zu berichten wussten. Mit Cornwallis’ Niederlage waren alle britischen Hoffnungen auf einen Sieg in Nordamerika zunichtegemacht worden. Der britische Regierungschef Lord North wurde im März 1782 entlassen, und das neue Kabinett erteilte Anweisungen für Friedensverhandlungen mit der amerikanischen Delegation in Europa, die den Krieg beendeten.

### Kämpfe in Europa, in der Karibik, in Afrika und Vorderindien

#### Europa
1778 und 1779 griffen die absolutistischen Mächte Frankreich und Spanien auf der Seite der Aufständischen in den Krieg ein. Gegen den britischen Kaperkrieg erklärten zudem 1780 Russland, Frankreich, Spanien, die Niederlande, Schweden, Dänemark, Österreich und Preußen die Bewaffnete Neutralität als Schutzbündnis vor den Übergriffen der britischen Seekriegsführung. In Europa unterließen es die Verbündeten trotz zahlenmäßiger Überlegenheit, die englischen Küsten energisch zu blockieren.
Schlachten der Briten: 
- die Seeschlacht bei Ouessant gegen die Franzosen am 27. Juli 1778 blieb ohne Entscheidung
- die Seeschlacht bei Kap St. Vincent am 16. Januar 1780 gegen die Spanier endete mit einem Sieg der Briten
- die Schlacht auf der Doggerbank am 5. August 1781 gegen die Niederlande blieb ohne Entscheidung

Im Februar 1782 konnten die Spanier Port Mahon auf Menorca erobern, während die Belagerung von Gibraltar scheiterte.

#### Karibik
Wichtige französisch-britische Seegefechte in der Karibik waren: 
- die Seeschlacht von Grenada am 6. Juli 1779
- die Seeschlacht von St. Kitts am 25. und 26. Januar 1782
- die Schlacht von Les Saintes am 12. April 1782

#### Afrika
In Westafrika besetzen die Briten ab 1782 sowohl die Niederländische Goldküste als auch die Dänische Goldküste. Französische Truppen landeten daraufhin in der niederländischen Kapkolonie, um zusammen mit den Niederländern einen britischen Angriff abzuwehren.

#### Vorderindien
In Vorderindien gab es fünf französisch-britische Seeschlachten:
- die Schlacht bei Sadras am 17. Februar 1782
- die Schlacht von Providien am 12. April 1782
- die Seeschlacht bei Negapatam am 6. Juli 1782
- die Schlacht von Trincomalee am 3. September 1782
- die Seeschlacht von Cuddalore am 20. Juni 1783

## Zusammenbruch der britischen Streitkräfte und Friedensschluss
Am 30. November 1782 wurde zwischen den Vereinigten Staaten und Großbritannien ein Vorfrieden unterzeichnet. Die Vereinigten Staaten schieden damit ohne Abstimmung mit ihren europäischen Verbündeten aus dem Krieg aus, während außerhalb Nordamerikas Frankreich, Spanien und die Niederlande weiterhin gegen Großbritannien kämpften. Im Frieden von Paris (1783) erkannte Großbritannien die Unabhängigkeit der ehemals britischen Kolonien an. Großbritannien verzichtete auf alle Gebiete bis zum Mississippi. Die Vereinigten Staaten dehnten ihre Nordgrenze bis an die Großen Seen aus, Florida fiel wieder an Spanien.

## Die Loyalisten
Bei den Loyalisten handelte es sich um amerikanische Kolonisten, die der britischen Monarchie während und nach dem Unabhängigkeitskrieg die Treue hielten. Von den patriotischen Aufständischen, die die Revolution unterstützten, wurden sie als Tories, Royalisten oder Leute des Königs bezeichnet. Als ihre Sache verloren war, verließen rund 20 Prozent von ihnen den Geltungsbereich der Unabhängigkeitserklärung, um sich in anderen Teilen des britischen Empires niederzulassen oder auch nach Großbritannien auszuwandern oder zurückzukehren.
Bei einem Teil der Loyalisten handelte es sich um Schwarze, die auch in eigenen Regimentern gekämpft hatten. Die Amerikaner hatten sie verächtlich als „Horden von Negern“ bezeichnet. Ein Grund dafür, dass die Schwarzen ganz überwiegend auf Seiten der Loyalisten standen, war, dass es nach den Gesetzen der britischen Monarchie in Großbritannien keine Sklaverei gab, so dass sich ihre Hoffnung auf Befreiung mit der Hoffnung auf einen Sieg der Loyalisten verband. Zahlreiche Sklaven rannten von ihren Herren weg, um nach New York, Savannah und Charleston zu gelangen, Städten, die noch von den britischen Truppen gehalten wurden. Dort versuchten sie an Bord der auslaufenden britischen Schiffe zu gelangen. Die Sklavenbesitzer schickten schwarze Patrouillen los, die die Entlaufenen einfangen sollten, und wurden in großer Zahl in den genannten Hafenstädten vorstellig, um ihr Eigentum zurückzureklamieren, was in vielen Fällen gelang. George Washington ließ ein Book of Negroes anlegen, auf dessen Grundlage Sklavenbesitzer Schadenersatz beantragten. Beim Ablegen der letzten britischen Kriegsschiffe kam es zu dramatischen Szenen, als Dutzende Schwarze von den Kais sprangen, um schwimmend die rettenden Beiboote zu erreichen. Da diese zum Teil überfüllt waren, drohten die britischen Matrosen den sich an die Reling Klammernden, sie würden ihnen die Finger abhacken. Die Zahl der Sklaven, die mit dem Abzug der Briten in die Freiheit gelangten, wird auf 15.000 bis 20.000 geschätzt – laut der Historikerin Jill Lepore die „größte Sklavenbefreiung der amerikanischen Geschichte, bis Abraham Lincoln 1865 die Erklärung zur Sklavenbefreiung […] unterzeichnete“.
Nicht geringe Teile der amerikanischen Eliten beabsichtigten auch zunächst nicht, mit der Krone zu brechen, sondern sie wollten in erster Linie die Einflussnahme des Parlaments abwehren. Sie wurden dann aber von der politischen Entwicklung enttäuscht, als sich der König voll hinter das Parlament stellte und der britischen Marine die Kaperung amerikanischer Schiffe erlaubte. Dennoch gab es etwa im Süden der Kolonien weiterhin eine starke Minderheit, die grundsätzlich loyal zur Krone hielt und den Unabhängigkeitsbestrebungen der Patrioten ablehnend oder abwartend gegenüberstand. Historiker schätzen, dass 15 bis 20 Prozent der weißen Bevölkerung in den Kolonien Loyalisten waren.

## Die Rolle der „Hessen“ bzw. Deutschen

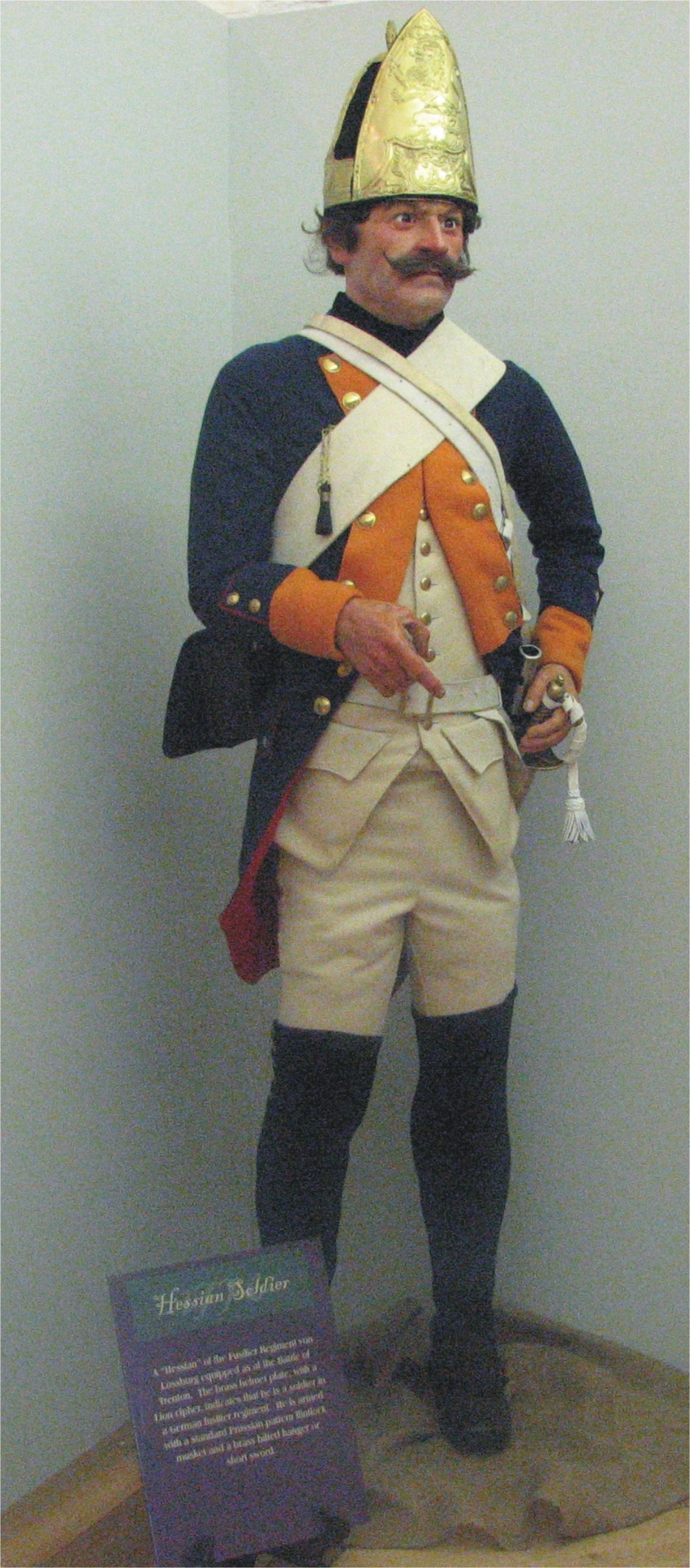
Uniform eines hessischen Soldaten im Regiment Lossberg während des Amerikanischen Unabhängigkeitskrieges, Hessian Museum, Carlisle Barracks, Pennsylvania

Im Allgemeinen wurden die Soldaten aus den deutschen Fürstentümern auf britischer Seite als „Hessen“ bezeichnet. In der Tat hatte sich nach einem Subsidienvertrag vor allem Hessen-Kassel verpflichtet, der britischen Krone insgesamt 12.000 Soldaten für den Einsatz in Amerika zur Verfügung zu stellen. Da nach dem Vertrag gefallene, nicht mehr einsatzfähig verwundete und desertierte Soldaten zu ersetzen waren, kamen insgesamt rund 20.000 Soldaten aus Nordhessen im Amerikanischen Unabhängigkeitskrieg zum Einsatz. Weil auch fast alle anderen von den Briten angeworbenen Söldner aus dem deutschsprachigen Raum stammten, wurden „die Hessen“ zum Synonym für alle nicht-britischen Truppen.
Man nahm an, dass die Söldner mit dem sogenannten „Blutdollar“ besoldet wurden. In Berichten über vermietete Soldaten sowie von der englischen Krone gezahltes Geld an Friedrich II. von Hessen-Kassel kam ab Mitte des 19. Jahrhunderts in Deutschland Kritik an diesem Handel deutscher Fürsten auf. „Die Hessen“ waren vor allem für ihre hohe Kampfkraft bekannt, weshalb man sich schon vor dem Klang ihrer Trommeln fürchtete, durch den diese schnell zu identifizieren waren. Nach dem Ende des Unabhängigkeitskrieges verblieben etwa die Hälfte der eingesetzten Soldaten aus Hessen-Kassel in Amerika. Etwa die Hälfte der Soldaten kehrte in die Heimat zurück. Neben den hessischen Soldaten stellten auch das kleine Fürstentum Braunschweig-Wolfenbüttel sowie die in Personalunion miteinander verbundenen Fürstentümer Ansbach und Bayreuth sowie Anhalt-Zerbst und Hessen-Hanau Truppen für Großbritannien. Über 4000 braunschweigisch-wolfenbüttelsche Soldaten nahmen an den Kämpfen vor allem in Kanada teil, zusätzlich ein Regiment aus dem Fürstentum Waldeck und Pyrmont.
Fünf Regimenter des in Personalunion mit der britischen Krone verbundenen Kurfürstentums Braunschweig-Lüneburg wurden zur Entlastung der Briten in Nordamerika in Gibraltar eingesetzt. Auf der amerikanischen Seite standen ebenfalls Deutsche. Neben zahlreichen Einzelpersonen in höheren und niederen militärischen Rängen beteiligte sich das französische Fremdenregiment Royal Deux-Ponts aus Zweibrücken unter Marschall Rochambeau an den letzten Feldzügen des Krieges (Schlacht von Yorktown).
Siehe auch:
- Soldatenhandel unter Landgraf Friedrich II. von Hessen-Kassel
- Liste der hessen-kasselschen Regimenter der Frühen Neuzeit
- Liste der braunschweig-wolfenbüttelschen Regimenter der Frühen Neuzeit
- Liste der kur-braunschweigisch-lüneburgischen Regimenter
- Wilhelmshöher Kriegskarten

## Galerie
Kupferstiche von Daniel Berger (1744–1824) nach einer Vorlage von Daniel Chodowiecki 1784.
Stempelgesetz 1765

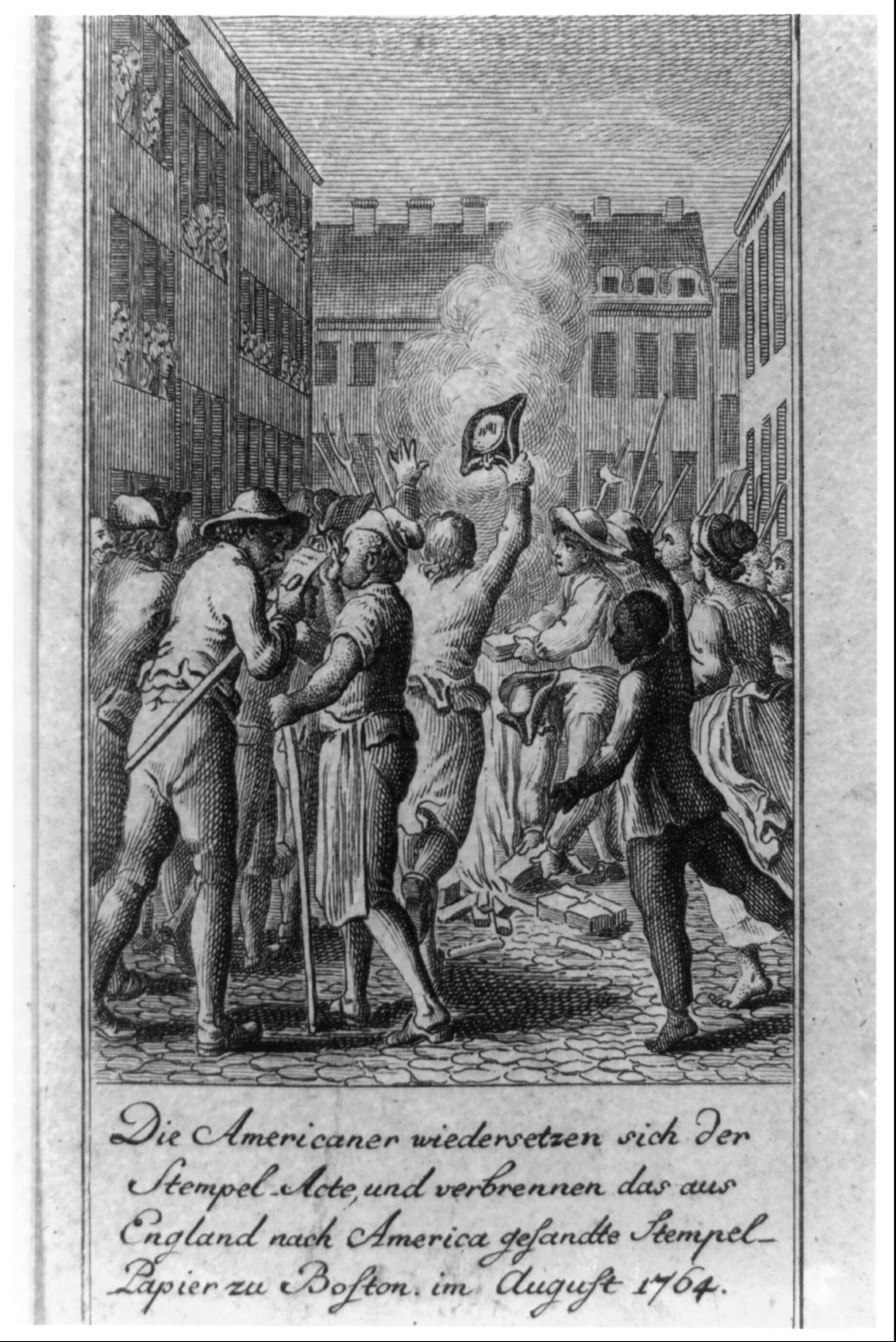

Der Stich zeigt Bürger in Boston, die die Bekanntmachungen aus England hinsichtlich des Stempelgesetzes von 1765 verbrennen.
Originale Bildunterschrift:
 Die Americaner wiedersetzen sich der Stempel-Acte, und verbrennen das aus England nach America gesandte Stempel-Papier zu Boston, im August 1764.
Boston Tea Party

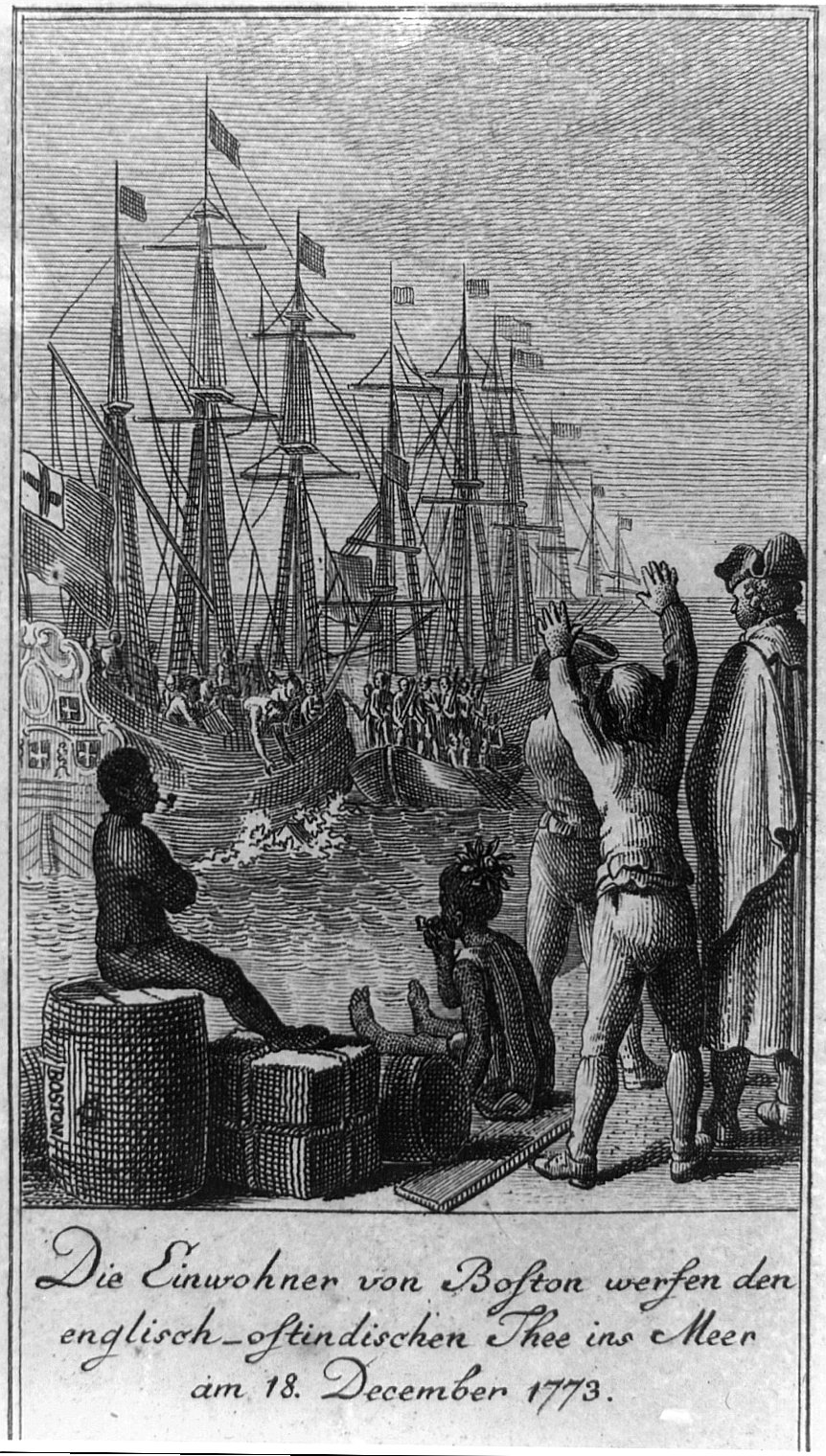

Der Stich zeigt Bürger von Boston, verkleidet als Indianer, die Schiffe im Bostoner Hafen betreten haben und Kisten mit Tee über Bord werfen.
Originale Bildunterschrift:
 Die Einwohner von Boston werfen den englisch-ostindischen Thee ins Meer am 18. December 1773.
Schlacht von Lexington und Concord

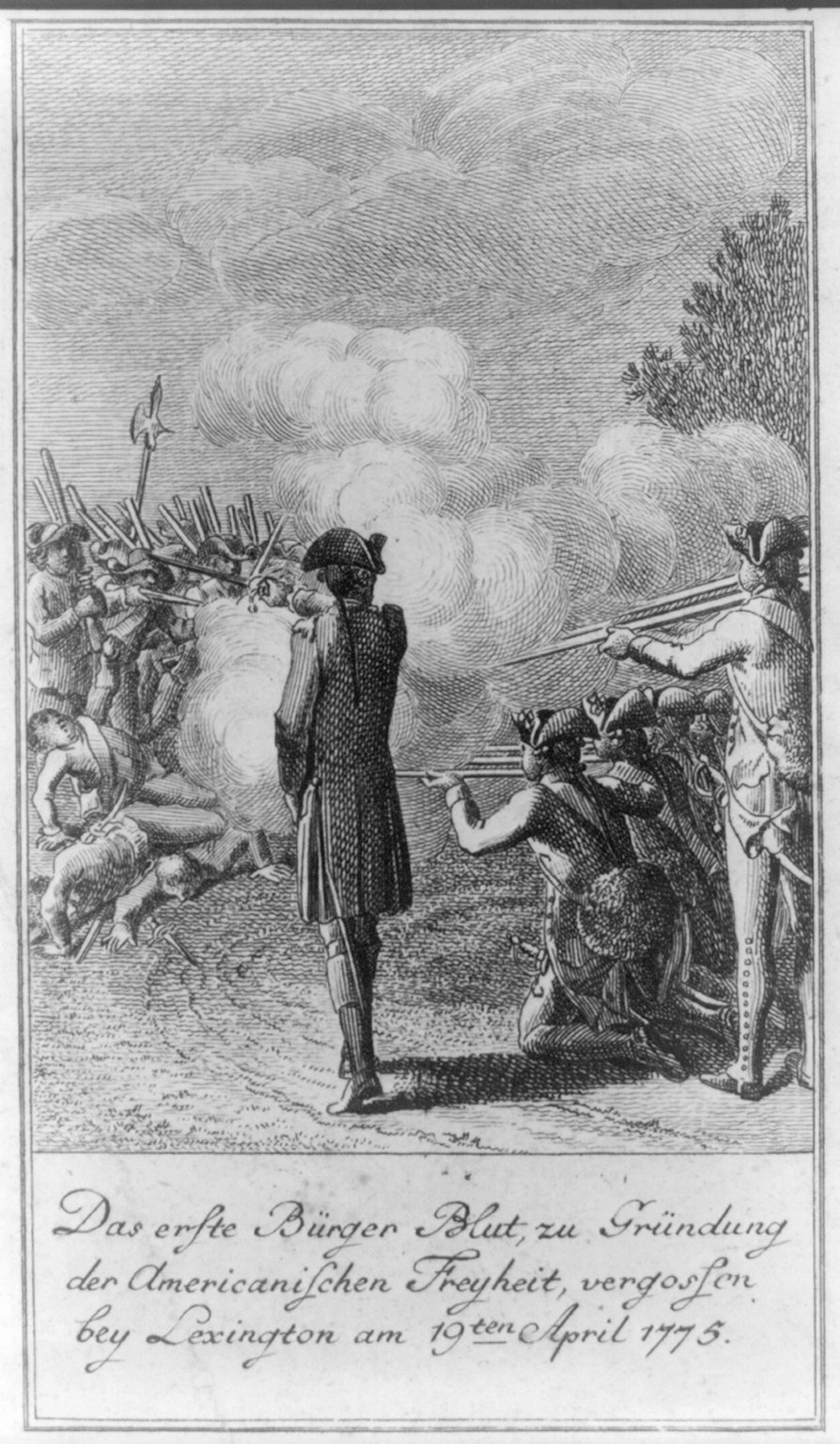

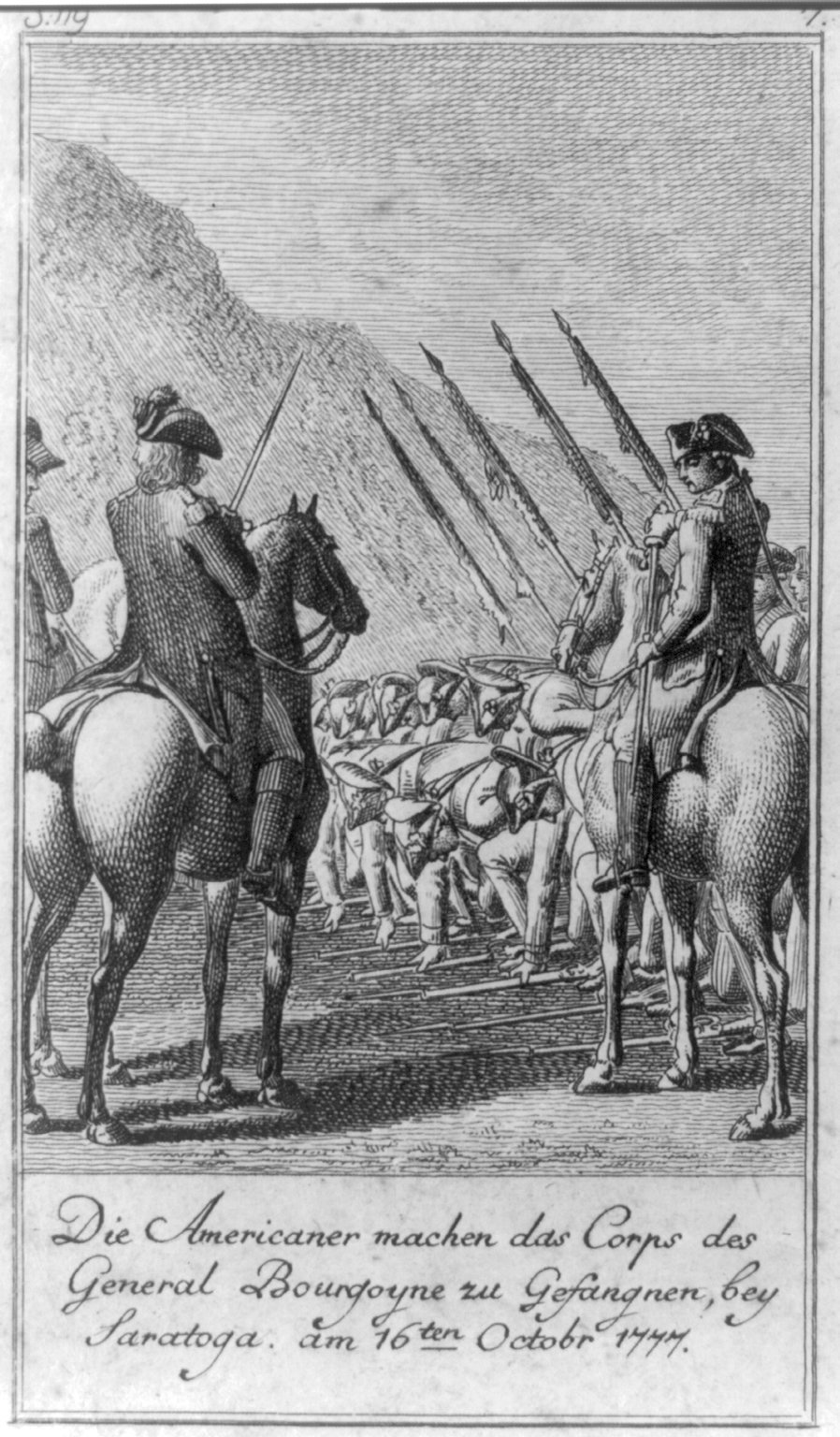

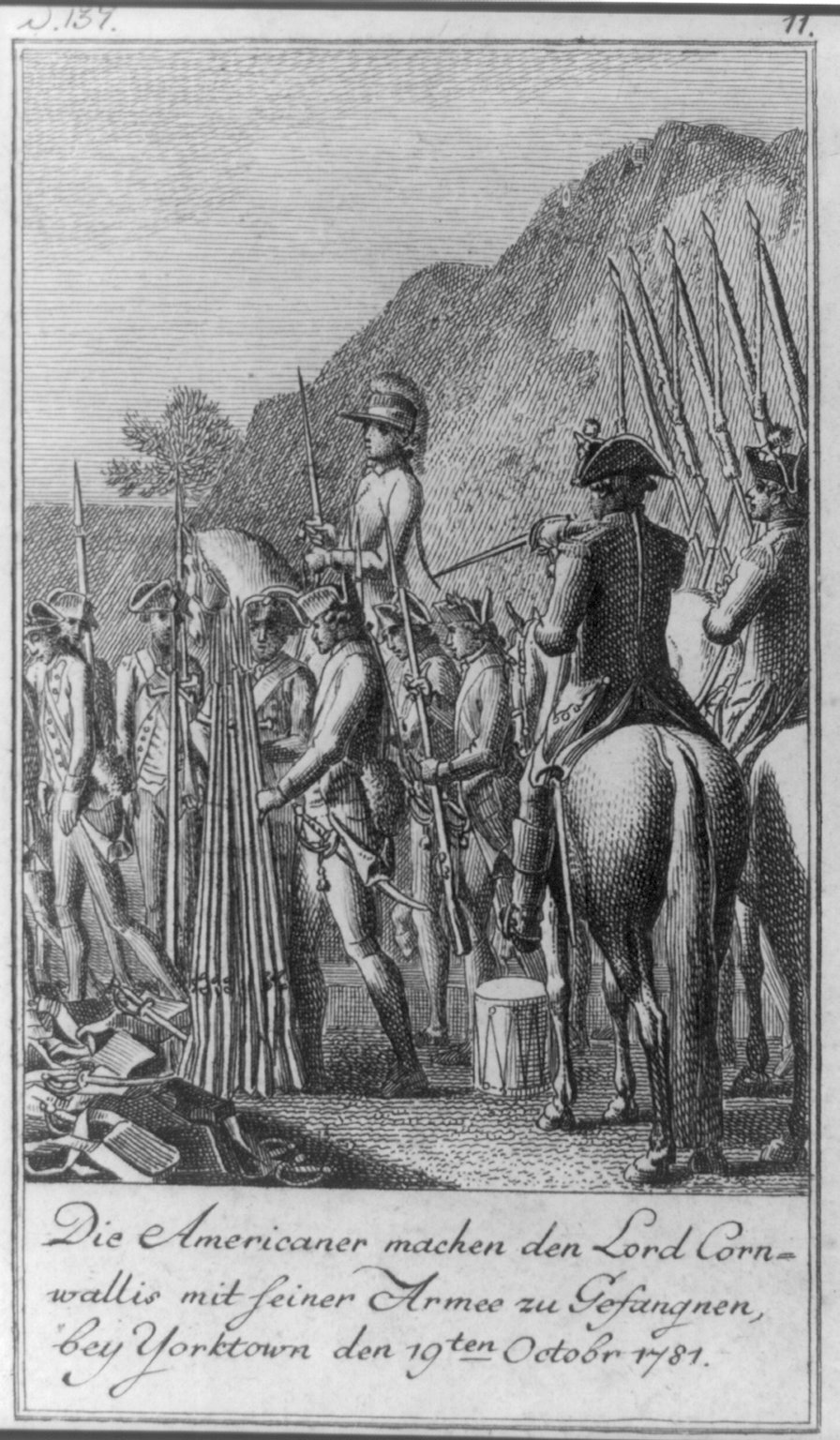

Der Stich zeigt britische Truppen, die in der Schlacht von Lexington in die Front der amerikanischen Milizionäre schießen.
Originale Bildunterschrift:
 Das erste Bürger Blut, zu Gründung der americanischen Freyheit, vergossen bey Lexington am 19ten April 1775.

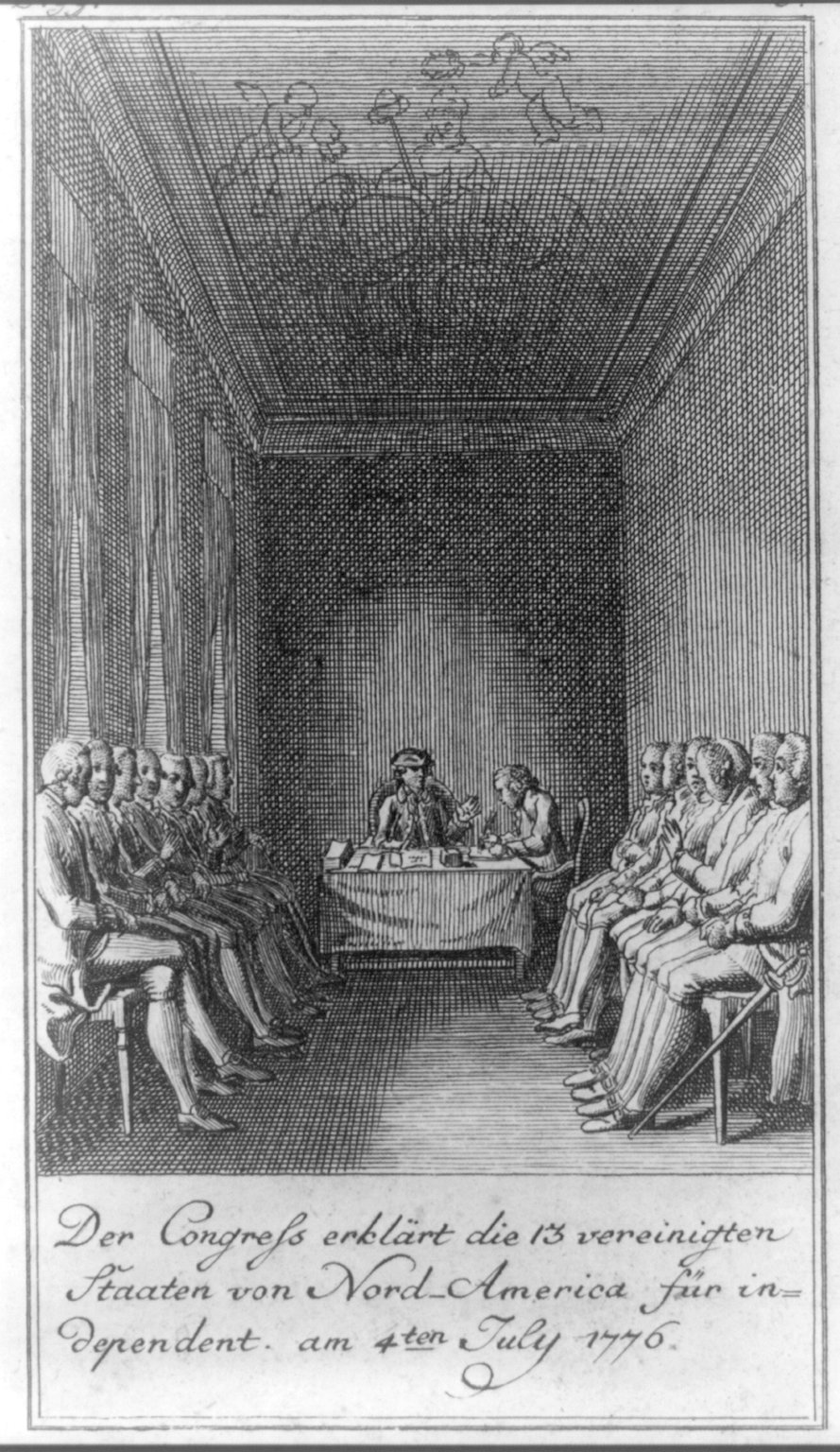

Amerikanische Unabhängigkeitserklärung
Der Stich zeigt eine Versammlung des Kontinentalkongresses.
Originale Bildunterschrift:
 Der Congress erklärt die 13 vereinigten Staaten von Nord-America für independent am 4ten July 1776.
Schlacht von Trenton

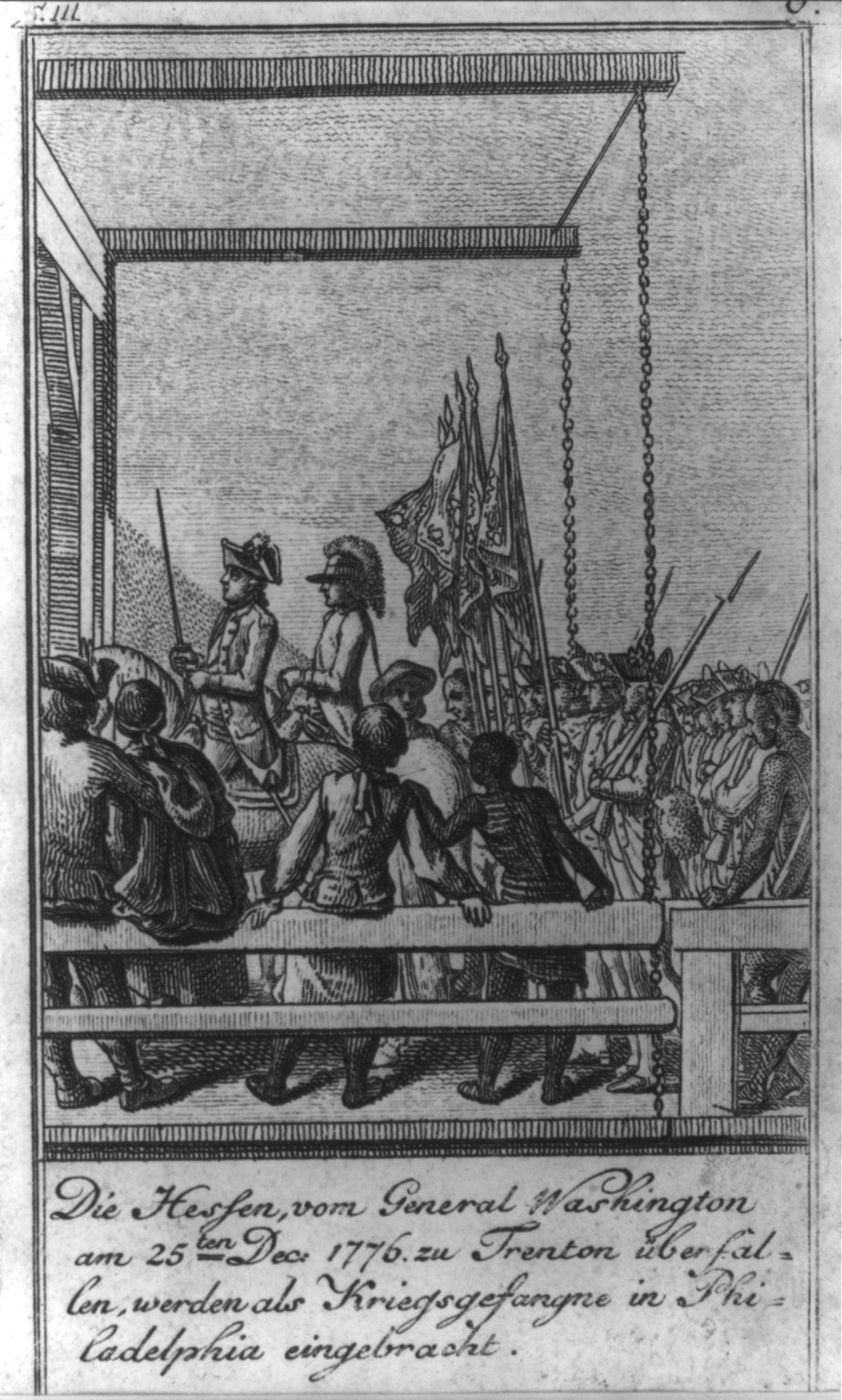

Der Stich zeigt hessische Soldaten, die während der Schlacht von Trenton gefangen genommen wurden auf dem Weg nach Philadelphia.
Originale Bildunterschrift:
 Die Hessen, vom General Washington am 25ten Dec. 1776, zu Trenton überfallen, werden als Kriegsgefangne in Philadelphia eingebracht.
Schlacht von Saratoga
Der Stich zeigt britische Truppen, die nach der Kapitulation von Saratoga ihre Waffen nieder legen.
Originale Bildunterschrift:
 Die Americaner machen das Corps des General Bourgoyne zu Gefangnen, bey Saratoga, am 16ten Octobr. 1777.

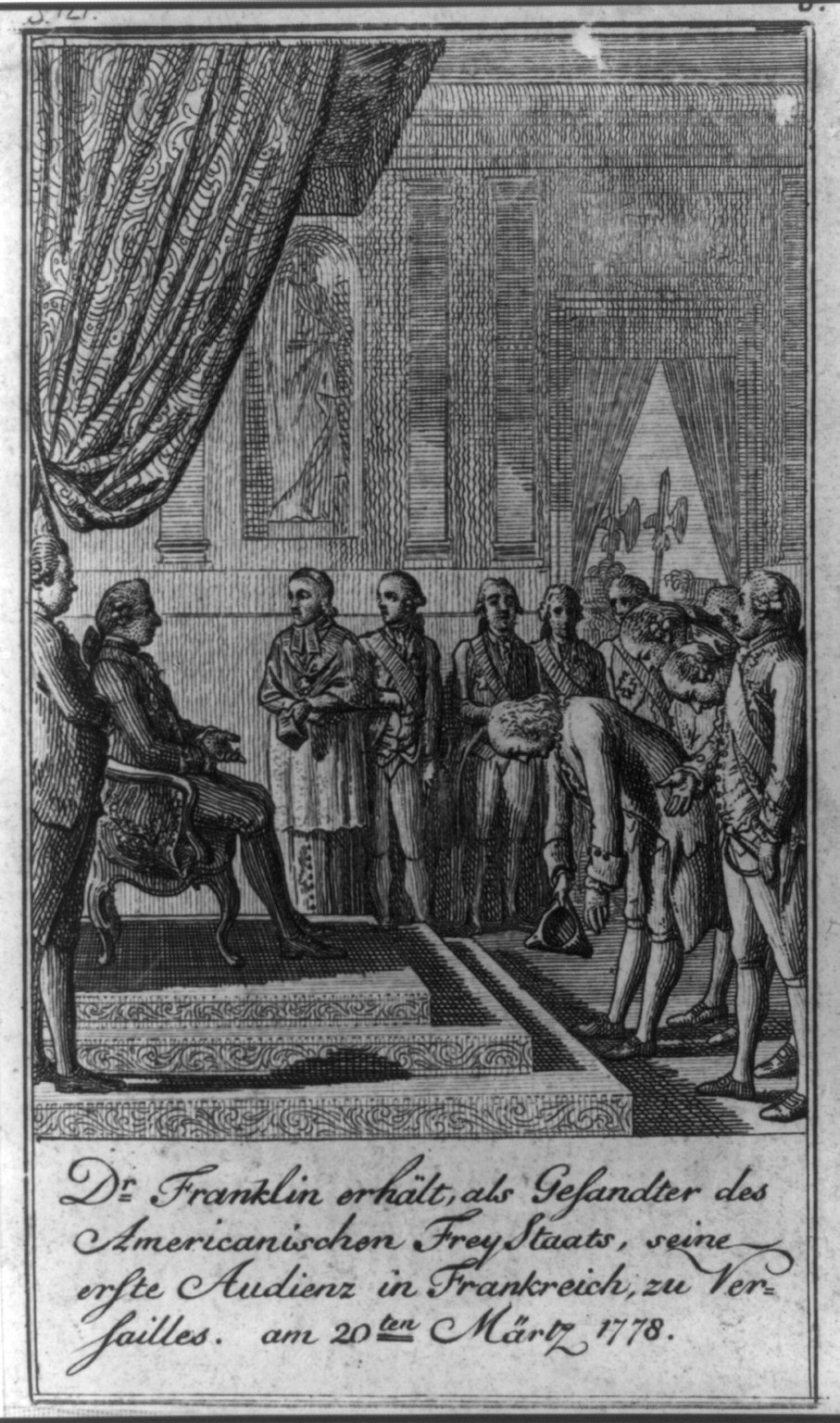

Der Stich zeigt Benjamin Franklin am französischen Hof in Versailles.
Originale Bildunterschrift:
 Dr. Franklin erhält, als Gesandter des Americanischen Frey Staats, seine erste Audienz in Frankreich, zu Versailles, am 20ten Märtz 1778.

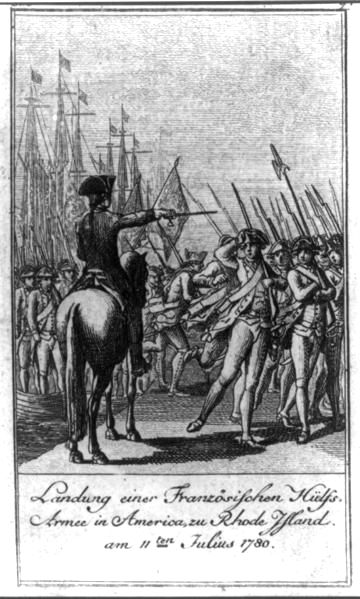

Der Stich zeigt die Ausschiffung französischer Truppen unter dem Kommando von Jean-Baptiste-Donatien de Vimeur, comte de Rochambeau in Newport (Rhode Island).
Originale Bildunterschrift:
 Landung einer Französischen Hülfs-Armee in America, zu Rhode Island, am 11ten Julius 1780.
Major John André

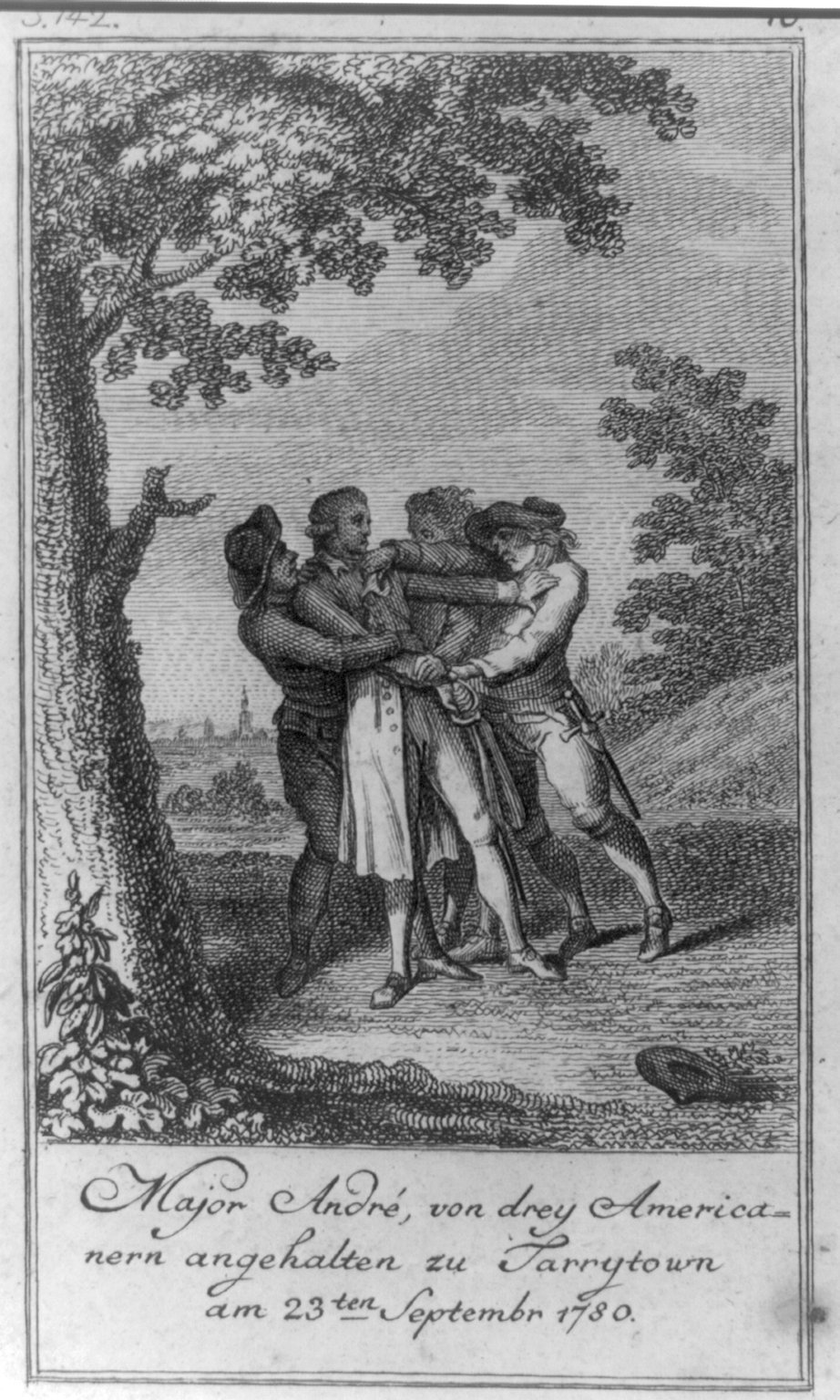

Der Stich zeigt Major John André, der von drei Männern, John Paulding, Isaac Van Wart und David Williams nahe Tarrytown (New York) in Gewahrsam genommen wird.
Originale Bildunterschrift:
 Major André, von drey Americanern angehalten zu Tarrytown am 23ten Septembr. 1780.
Schlacht von Yorktown
Der Stich zeigt britische Truppen, die nach der Kapitulation nach der Schlacht von Yorktown ihre Waffen übergeben.
Originale Bildunterschrift:
 Die Americaner machen den Lord Cornwallis mit seiner Armee zu Gefangnen, bey Yorktown den 19ten Octobr. 1781.

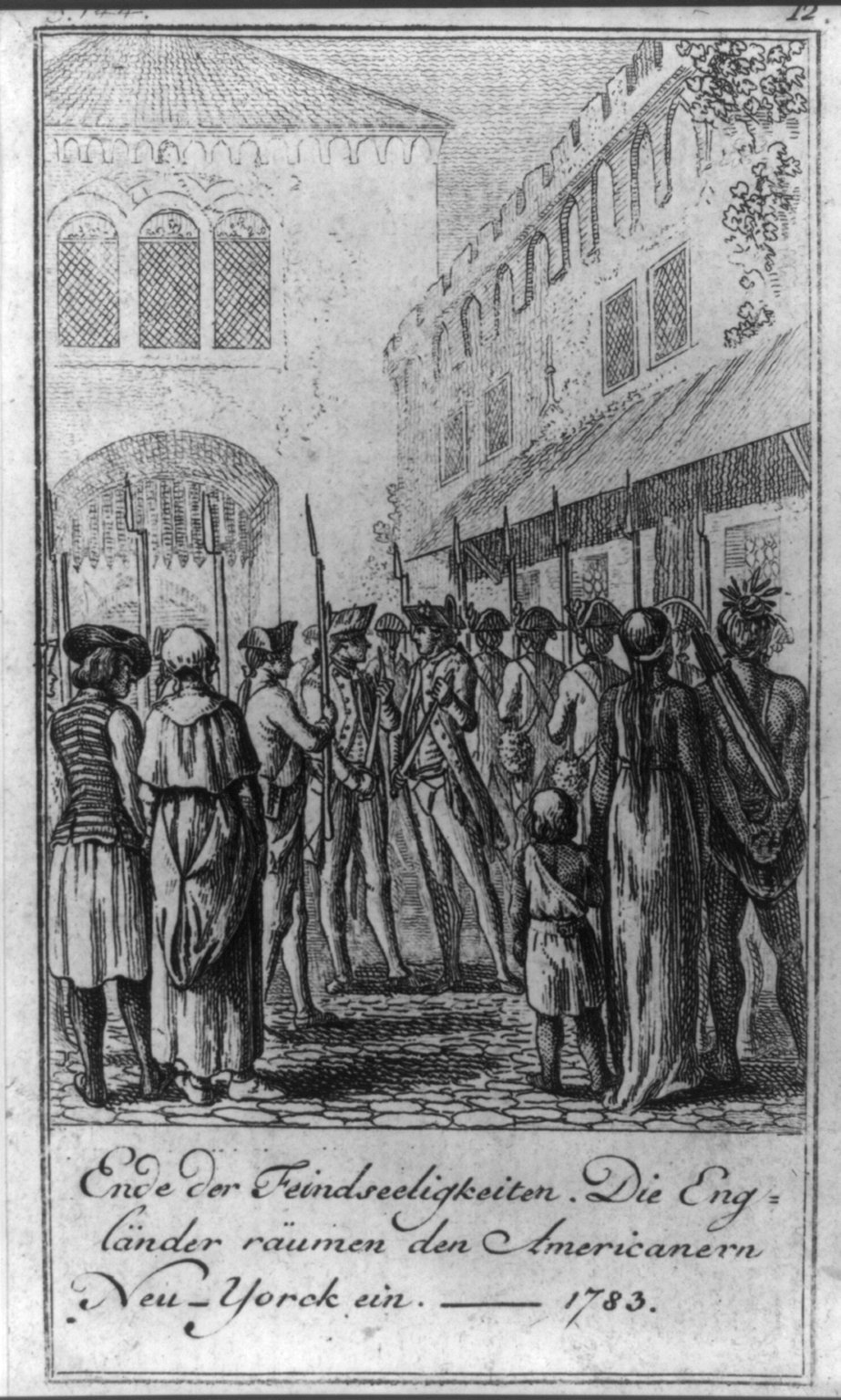

Der Stich zeigt Soldaten, einen Mann und eine Frau und eine Eingeborenenfamilie während der Evakuierung New York Citys am 25. November 1783 in den Straßen stehend.
Originale Bildunterschrift:
 Ende der Feindseligkeiten, die Engländer räumen den Americanern Neu-Yorck ein. 1783.

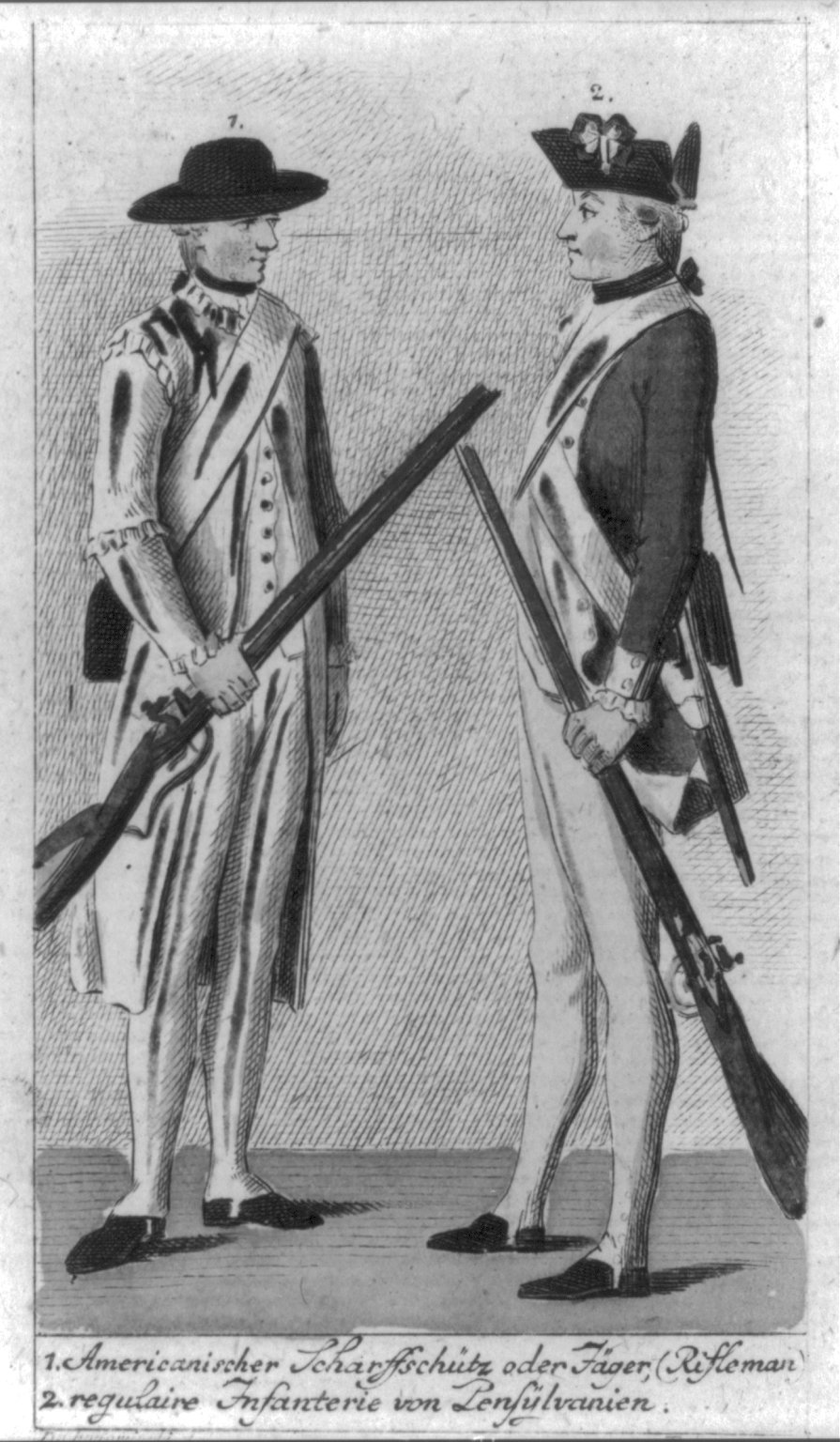

Der Stich zeigt einen amerikanischen Jäger und einen Soldaten der Pennsylvania Infantry.
Originale Bildunterschrift:
 1. Americanischer Scharffschütz oder Jäger (Rifleman) 2. regulaire Infanterie von Pensylvanien .

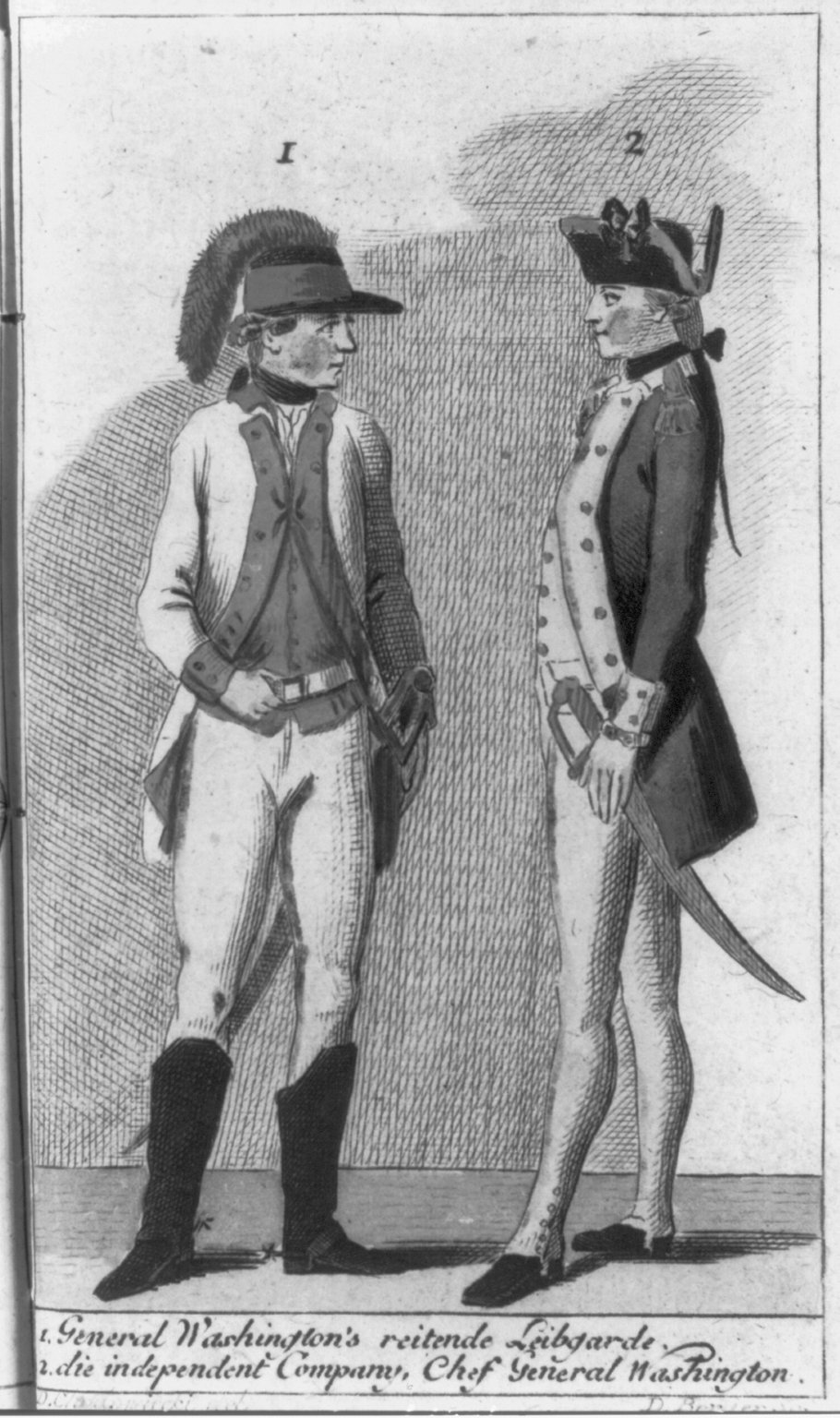

Der Stich zeigt zwei Angehörige von Einheiten, die unter dem Kommando George Washingtons standen.
Originale Bildunterschrift:
 1. General Washington’s reitende Leibgarde . 2. die independent Company, Chef General Washington .